# حلفاء الحرب العالمية الثانية

علم شرف الأمم المتحدة، والذي استخدم كرمز للحلفاء خلال الحرب العالمية الثانية

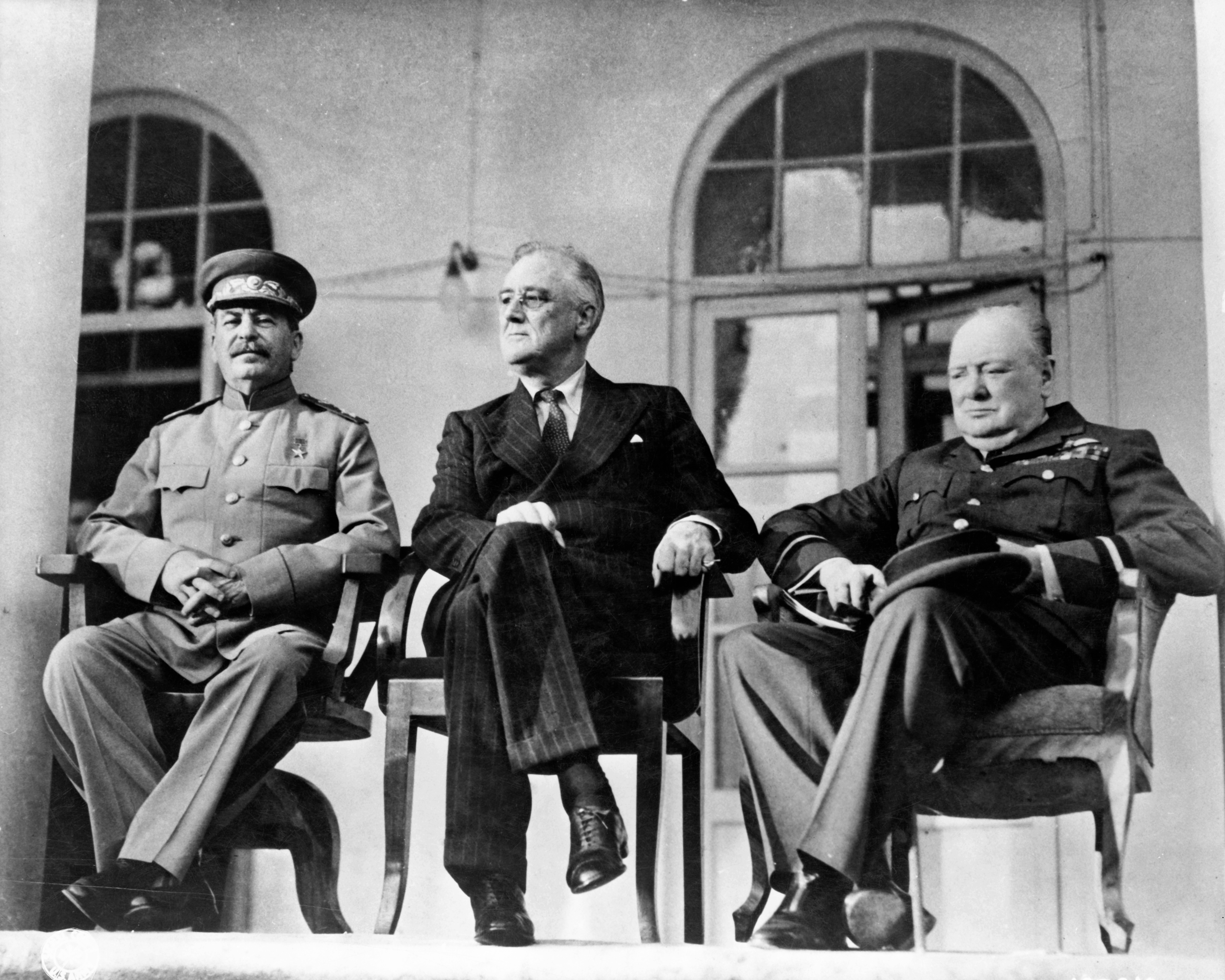
قادة الحلفاء لأوروبا: جوزيف ستالين وفرانكلين روزفلت ونستون تشرشل خلال اجتماع مؤتمر طهران في عام 1943

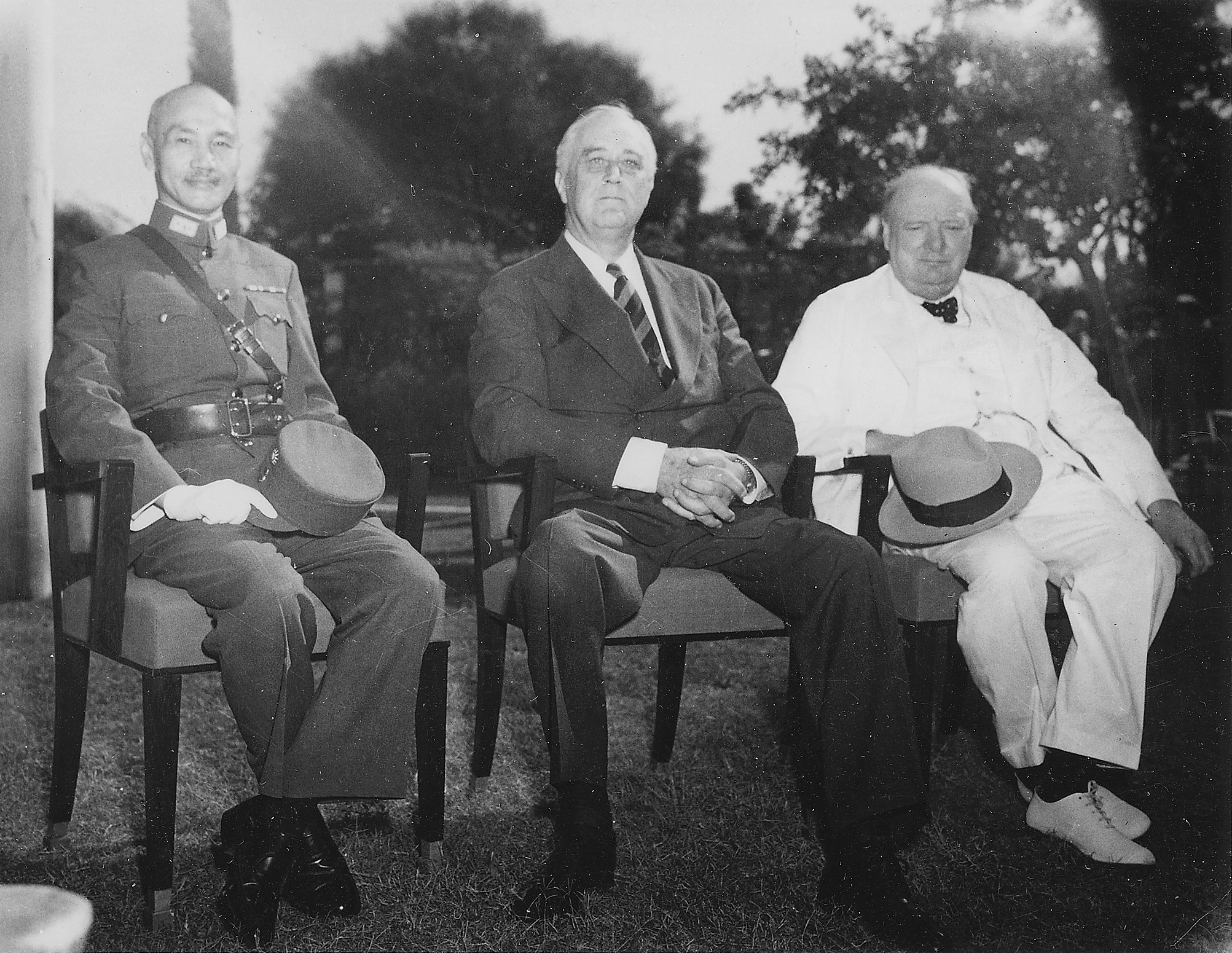
قادة الحلفاء لآسيا والمحيط الهادئ: القائد العام تشيانج كاي شيك، فرانكلين روزفلت، وونستون تشرشل في اجتماع مؤتمر القاهرة عام 1943

 قوات الحلفاء في الحرب العالمية الثانية، تضم مجموعة كبيرة من الدول التي وقفت معاً لمواجهة دول المحور خلال الحرب العالمية الثانية (1939-1945). روجت دول الحلفاء أن الحلف جاء لإيقاف عدوان كل من ألمانيا، إيطاليا و‌اليابان.
في بداية الحرب كان التحالف ضد الألمان يضم فرنسا وبولندا وبريطانيا، وسرعان ما انضمت إليهم دول الكومنولث البريطاني، (أستراليا، كندا، الهند، نيوزيلندا و‌جنوب أفريقيا). كانت بولندا عاملا ثانويا بعد هزيمتها في 1939، وفرنسا كذلك بعد سقوطها في عام 1940. ظل الاتحاد السوفييتي على الحياد في الصراع الدائر بين الحلفاء والمحور، وفي يونيو 1941 خالفت ألمانيا اتفاقية عدم الاعتداء التي أبرمتها مع الاتحاد السوفيتي، واجتاحوا الاتحاد السوفييتي من الشرق، فأصبح السوفييت دولة من دول الحلفاء.
انضمت اليونان إلى الحلفاء بعد فشل إيطاليا في غزوهم عام 1940 والتي تمثلت بأول حملة ناجحة ضد المحور مما ادى إلى تدخل ألمانيا. قدمت الولايات المتحدة العتاد الحربي والمال طوال الوقت ثم انضمت رسميا في ديسمبر 1941 بعد الهجوم الياباني على بيرل هاربر. اعتبارا من عام 1942 سيطر قادة الدول الثلاث الكبار (المملكة المتحدة والاتحاد السوفيتي، والولايات المتحدة) على سياسة الحلفاء. وكانت الصين بالفعل في حالة حرب مع اليابان منذ حادثة جسر ماركو بولو من عام 1937، لكنها انضمت رسميا إلى الحلفاء في عام 1941.

## الأصل والنشوء
أصول الحلفاء تنبع من حلفاء الحرب العالمية الاولى والتعاون بين القوات المنتصرة خلال مؤتمر باريس للسلام 1919. توقيع معاهدة فرساي. وأصبحت جمهورية فايمار الجديدة تهتز. لكن مع ذلك كانت فترة العشرينيات سلمية.
مع انهيار سوق الأسهم في 1929 وما تلاه من فترة الكساد الكبير، ازدادت الاضطرابات السياسية في أوروبا. في بداية الثلاثينات من القرن العشرين، أصبح الحزب النازي بقيادة هتلر الحركة الانتقامية السائدة في ألمانيا ووصل هتلر والنازيين إلى السلطة في عام 1933. وطالب النظام النازي الإلغاء الفوري لمعاهدة فرساي. وكانت احتمالية وقوع الحرب عالية، والسؤال كان ما إذا يمكن تجنبها من خلال بعض الاستراتيجيات كتسوية.
في آسيا، عندما استولت اليابان على منشوريا في 1931، أدانت عصبة الأمم المتحدة هذا العمل كعدوان ضد الصين. وبعد أربع سنوات هادئة، اندلعت الحرب الصينية اليابانية في عام 1937 باحتلال القوات اليابانية الغازية الصين. أدانت عصبة الأمم الأعمال اليابانية وفرضت عقوبات على اليابان. الولايات المتحدة، على وجه الخصوص، كانت غاضبة على أفعال اليابانيين، سعت لدعم الصين.
في مارس من عام 1939، استولت ألمانيا على تشيكوسلوفاكيا، منتهكة معاهدة ميونخ التي وِقِعت قبل ستة أشهر، مما دل على أن سياسة التسوية كانت فاشلة. قررت بريطانيا وفرنسا ان هتلر ليس لديه النية لاحترام المعاهدات السياسية، وردت بالتأهب للحرب.في 31 آذار 1939، شكلت بريطانيا التحالف العسكري الأنجلو-بولندا، تحالف ما بين المملكة المتحدة و‌بولندا، في محاولة لتفادي الهجوم الألماني على البلاد. أيضا، كان للفرنسيون تحالف طويل الأمد مع بولندا منذ عام 1921. وسعت القوى الغربية أيضا للتحالف مع الاتحاد السوفيتي، لكن هتلر أنهى خطر الحرب عن طريق توقيع الاتفاق الألماني السوفييتي (رسميا عرفت باسم معاهدة عدم الاعتداء) في أغسطس 1939. قَسَمَ هذا الاتفاق سراً الأمم المستقلة من أوروبا الشرقية بين القوتين، وضمن إمدادات كافية من النفط لألمانيا أثناء الحرب. في 1 سبتمبر 1939، غزت ألمانيا بولندا، وبعد ذلك بيومين أعلنت بريطانيا وفرنسا الحرب على ألمانيا. وفي 17 أيلول 1939، غزا الاتحاد السوفيتي بولندا من الشرق. وتم إنشاء حكومة بولندية في المنفى، استمرت بولندا لتكون دولة من دول الحلفاء. بعد شتاء هادئ، هزمت ألمانيا كلاً الدنمارك والنرويج وبلجيكا وهولندا وفرنسا في 1940. وقفت بريطانيا وإمبراطوريتها وحيدة في مواجهة هتلر وموسيليني. ولكن في يونيو 1941 كسر هتلر اتفاقية عدم الاعتداء مع الاتحاد السوفييتي واحتلت ألمانيا السوفييت. في ديسمبر، هاجمت اليابان الولايات المتحدة وبريطانيا. وبهذا تشكلت الخطوط الرئيسية للحرب العالمية الثانية.

## كُبرى الدول المقاتلة
خلال شهر ديسمبر 1941، وضع الرئيس الأمريكي فرانكلين روزفلت تسمية «الأمم المتحدة» للحلفاء واقترحه على رئيس الوزراء البريطاني ونستون تشرشل. وأشار إلى الدول الثلاثة الكبار (الولايات المتحدة و‌المملكة المتحدة و‌الاتحاد السوفيتي) والصين بأنهم «وصاية الأقوياء». ثم أطلق عليهم في وقت لاحق اسم (رجال الشرطة الأربع). كان إعلان الأمم المتحدة في 1 يناير 1942 عبارة عن الأسس للأمم المتحدة الحديثة. خلال مؤتمر بوتسدام في يوليو-أغسطس 1945، اقترح هاري ترومان، الرئيس الأمريكي الذي خلف فرانكلين روزفلت بأن على وزراء خارجية الصين وفرنسا والاتحاد السوفييتي والمملكة المتحدة والولايات المتحدة أن يصوغوا معاهدات السلام ويرسموا المستوطنات الحدودية لأوروبا. الأمر الذي أدى إلى إنشاء مجلس وزراء خارجية«الخمسة الكبار»، وبعد ذلك بوقت قصير جُعلت تلك الدول كـعضو دائم في مجلس الأمن التابع للأمم المتحدة.

### بريطانيا

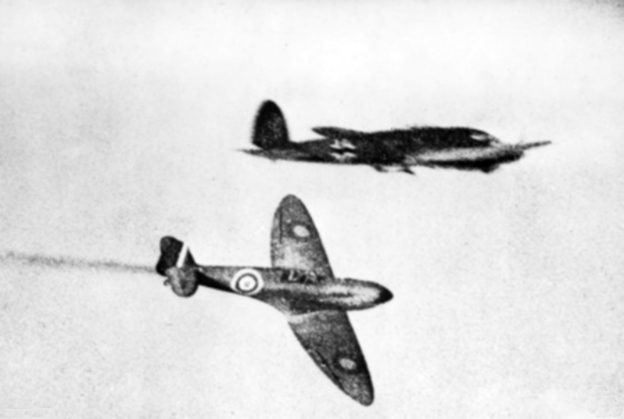
الطائرات المقاتلة البريطانية سوبرمارين سبتفاير (في الاسفل) تحلق قرب الطائرة القاذفة هنيكل إتش إي 111 (في الأعلى) خلال معركة بريطانيا

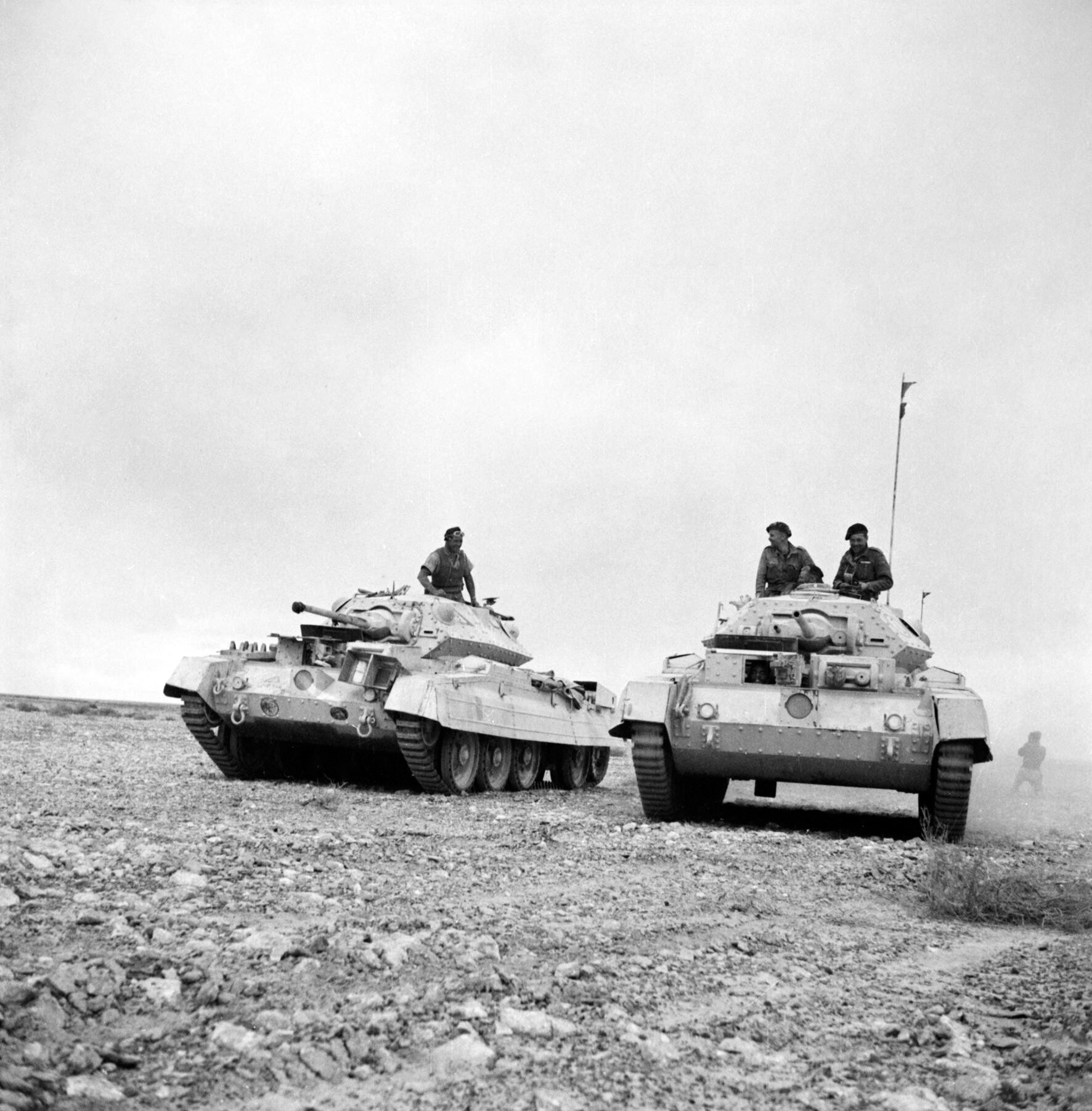
دبابة كروسيدر البريطانية خلال حملة شمال أفريقيا

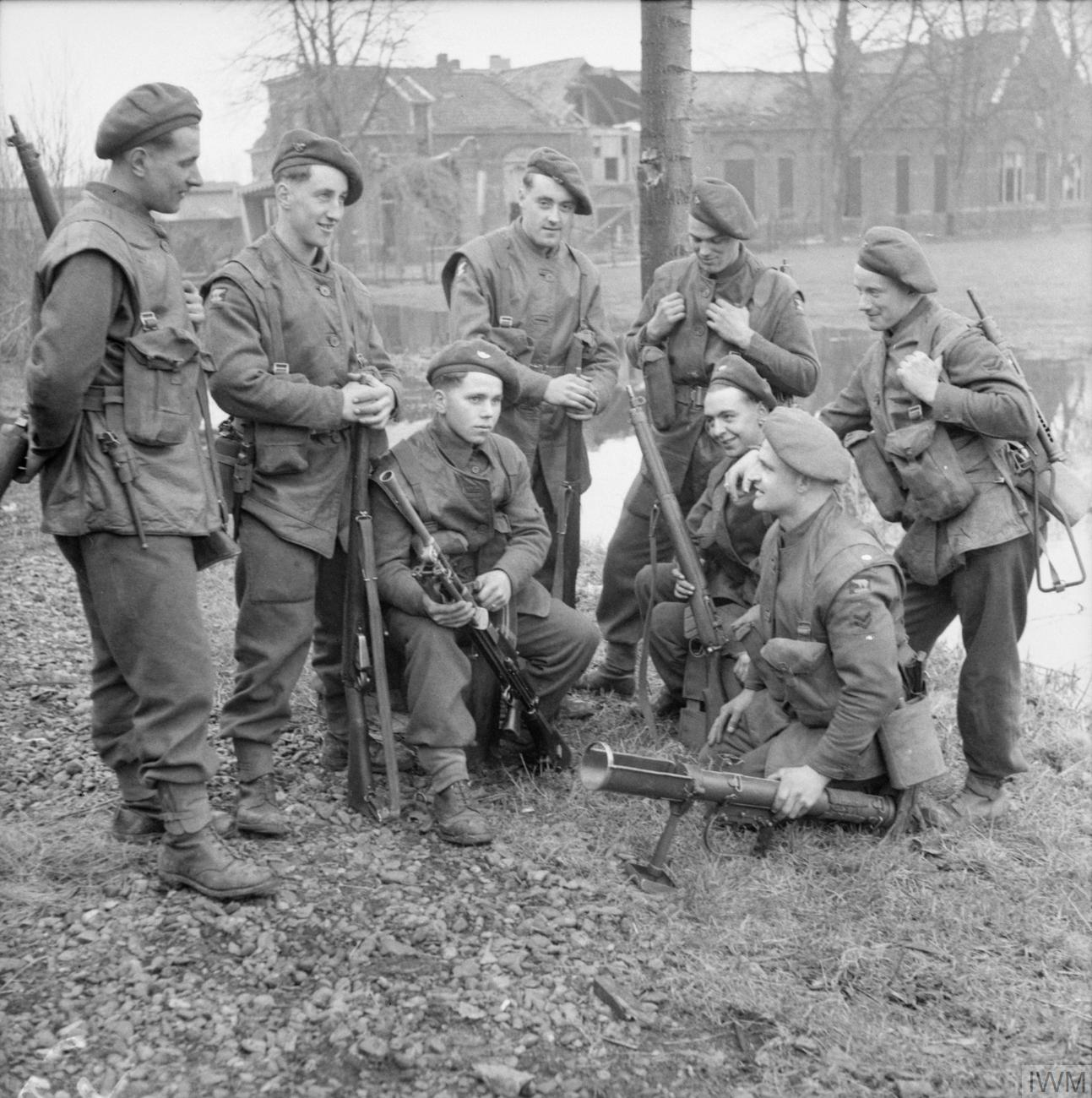
جنود الملك البريطانيين في ايلست،هولندا يوم 2 مارس 1945

#### إعلان الحرب
أعلنت بريطانيا والدول الأخرى من الكومنولث البريطاني والمعروفين أكثر بالدومينيون الحرب على ألمانيا بشكل منفصل ابتدائاً من 3 سبتمبر 1939، حيث ضمت المملكة المتحدة في باديء الأمر ثم شملت باقي الدول خلال أسبوع. وكانت هذه الدول كندا، أستراليا، نيوزيلندا، الهند واتحاد جنوب أفريقيا.

##### المستعمرات والأقاليم التابعة

###### إفريقيا
شاركت أفريقيا الغربية البريطانية و‌المستعمرات البريطانية في شرق وغرب افريقيا، وخاصة في شمال افريقيا وشرقها ومناطق الشرق الأوسط الأفريقي في الحرب. وشاركت فرقتين من أفريقيا الغربية وفرقة من افريقيا الشرقية في حملة بورما.
كان روديسيا الجنوبية مستعمرة تتمتع بالحكم الذاتي، تكونت الحكومة المسؤولة في عام 1923. كان حكم السلطان داخلياً وكان متحكماً بالقوات المسلحة الخاصة به، لكنه لم يملك الاستقلالية الدبلوماسية. لذلك كانت رسمياً في حالة حرب مع دخول بريطانيا الحرب. وجهت حكومة روديسيا الجنوبية الاستعمارية اعلان رمزي ببدء الحرب في 3 أيلول 1939، والتي لم تشكل فرقاً دبلوماسياً، ولكنها سبقت إعلانات الحرب التي أدلى بها جميع السلاطين والمستعمرات البريطانية الأخرى.

###### الأمريكتين
وشملت هذه كل من: جزر الهند الغربية البريطانية والهندوراس البريطانية و‌غيانا البريطانية و‌جزر فوكلاند.
حُكمت نيوفاوندلاند كمستعمرة ملكية خلال 1933-1949، بواسطة حاكم عُين من قبل لندن لاتخاذ كل القرارات.

###### آسيا
شملت الهند البريطانية المناطق والشعوب الذين أصبحوا ضمن الهند وبنغلاديش و‌باكستان وبورما (حتى عام 1937)، والتي أصبحت فيما بعد مستعمرة منفصلة.غطت الملايا البريطانية شبه الجزيرة الماليزية و‌سنغافورة، في حين غطت بورنيو البريطانية ارض بروناي، بما في ذلك صباح و‌سراوق البريطانية.
عند اندلاع الحرب العالمية الثانية، بلغ عدد الجيش الهندي البريطاني 205,000 رجلاً. وفي وقت لاحق خلال الحرب العالمية الثانية، أصبح الجيش الهندي أكبر قوة حربية من المتطوعين في التاريخ، وصلت إلى أكثر من 2.5 مليون رجل.شملت هذه القوى دبابات ومدافع وقوات جوية.حصل الجنود الهنديين على 30 صليباً فيكتورياً خلال الحرب العالمية الثانية. سقط من الهند حوالي 1,500,000 من الضحايا المدنيين معظمهم خلال مجاعة البنغال في عام 1943 التي حدثت بسبب سقوط بورما في أيدي اليابانيين ونقل المواد الغذائية إلى القوات الحربية، وصلت الخسائر العسكرية الهندية حوالي 87,000، وبلغت خسائر المملكة المتحدة حوالي 382,000.
اما المحميات فقد شملت: الكويت التي كانت محمية للمملكة المتحدة تأسست رسميا في 1920. وكانت للإمارات المتصالحة محميات في الخليج العربي. وكانت فلسطين ولاية تابعة تم انشائها خلال اتفاقيات السلام بعد الحرب العالمية الثانية من الأراضي السابقة للإمبراطورية العثمانية.

###### أوروبا
تم تشكيل فوج قبرص من قبل الحكومة البريطانية خلال الحرب العالمية الثانية، وجُعل جزءاً من بنية الجيش البريطاني. وكان معظمهم من المتطوعين القبارصة اليونانيين والأتراك ولكنه شمل أيضا جنسيات أخرى من الكومنولث. وفي زيارة قصيرة لقبرص في عام 1943، أشاد ونستون تشرشل «بالجنود من فوج قبرص الذين خدموا بشرف في العديد من الميادين من ليبيا إلى دونكيرك».خدم حوالي 30,000 قبرصي في فوج قبرص. وشارك الفوج في إولى بدايات الحروب، حيث خدموا في دونكيرك وفي الحملة اليونانية (معركة اليونان) (أُسرَ حوالي 600 جندي في كالاماتا في عام 1941)، خدم الفوج أيضاً في شمال أفريقيا (عملية البوصلة) وفرنسا والشرق الأوسط وإيطاليا. تم أخذ الكثير من الجنود كأسرى وخصوصاً في بداية الحرب.

### الصين
في العشرينيات من القرن العشرين قدم الاتحاد السوفيتي المساعدات العسكرية لحزب الكومينتانغ، أو القوميين وساعد في إعادة تنظيم حزبهم حسب الأسس اللينينية: توحيد الحزب، الدولة، والجيش. وفي تبادل متفق عله وافق القوميين على السماح لأعضاء الحزب الشيوعي الصيني بالانضمام لهم على أساس فردي. ومع ذلك، فبعد قيام الوحدة الاسمية للصين في نهاية الحملة الشمالية في عام 1928، طهر القائد العام شيانج كاي شيك اليساريين من حزبه وقاتل ضد الحزب الصيني الشيوعي،أمراء الحرب والفصائل الأخرى ذات النزعة العسكرية. قدمت الصين المجزأة فرص سهلة لليابانيين لاحتلالها قطعة قطعة من دون الدخول في حرب شاملة.في أعقاب حادثة موكدين عام 1931، تم تأسيس دولة عميلة دُعيت مانشوكو. خلال بدايات ومنتصف الثلاثينيات من نفس القرن استمرت حملات شيانغ المناهضة للشيوعية والنزاعات العسكرية بينما حارب بشكل أقل ضد اليابانيين ومُني بكثير من الهزائم التي أنتجت مستوطنات يابانية في الصين.
في عام 1936 اضطر شيانغ لوقف الحملات المناهضة للشيوعية بعد أن تم اختطافه وإطلاق سراحه من قبل تشانغ شيويه ليانغ "Zhang Xueliang"، وشُكِّل على مضض تحالف اسمي مع الشيوعيين، في حين وافق الشيوعيون على القتال تحت قيادة إسمية من القوميين ضد اليابانيين. في أعقاب حادثة جسر ماركو بولو في 7 يوليو 1937، أصبحت الصين واليابان متورطتان في حرب واسعة النطاق. أراد الاتحاد السوفيتي الحفاظ على حرب الصين ضد اليابان، وقدم للصين مساعدات عسكرية حتى عام 1941، حيث وَقع السوفييت اتفاقية عدم اعتداء مع اليابان. أدت الاشتباكات المتواصلة بين الشيوعيين والقوميين خلف خطوط العدو إلى تراكم صراع عسكري كبير بين هذين الحليفين السابقين والذي أنهى تعاونهما فعلياً ضد اليابانيين، وكانت الصين قد قُسمت بين القومية الصينية المعترف بها دوليا تحت قيادة القائد العام شيانج كاي شيك وبين الصين الشيوعية بقيادة ماو تسي تونغ حتى استسلام اليابانيين عام 1945.

#### القوميون
قبل تحالف ألمانيا وإيطاليا مع اليابان، عقدت الحكومة القومية في الصين علاقات وثيقة مع كل من ألمانيا وإيطاليا. في بدايات الثلاثينات كان التعاون الصيني الألماني يجري في مسائل الحكومة القومية والمسائل العسكرية والصناعية. قدمت ألمانيا النازية أكبر نسبة من واردات الأسلحة الصينية والخبرات الفنية. تغيرت العلاقات بين الحكومة القومية وإيطاليا خلال الثلاثينات، ولكن حتى مع فرض الحكومة القومية عقوبات على إيطاليا لغزوها أثيوبيا، ثُبت أنها غير ناجحة وعادت العلاقات بين إيطاليا والحكومة القومية إلى طبيعتها. حتى عام 1936، زود موسوليني القوميين بالسلاح الجوي والبحري الإيطالي لمساعدتهم بالتصدي لعمليات التوغل اليابانية والمتمردين الشيوعيين. عقدت إيطاليا أيضا مصالح تجارية قوية وأسست موقع تجاري رصين في الصين مدعوم بالامتياز الإيطالي في تيانجين. ومع ذلك، فقد تغيرت العلاقة بين الحكومة القومية وإيطاليا بعد 1936 بسبب اقتراح الدبلوماسي الياباني للاعتراف بالإمبراطورية الإيطالية شاملة إثيوبيا المحتلة، مقابل الاعتراف الإيطالي بمانشوكو، قبل وزير الخارجية الإيطالي جالياتسو سيانو هذا العرض من قبل اليابان، وفي 23 أكتوبر 1936 اعترفت اليابان بالأمبراطورية الإيطاليا واعترفت إيطاليا بمانشوكو، إضافة إلى توطيد الروابط التجارية بين إيطاليا واليابان.
عقدت الحكومة القومية علاقات وثيقة مع الولايات المتحدة. وعارضت الولايات المتحدة غزو اليابان للصين في عام 1937 حيث أعتبرته انتهاكا غير قانوني للسيادة الصينية، وعرضت المساعدة الدبلوماسية والاقتصادية والعسكرية للحكومية القومية خلال حربها ضد اليابان. سعت الولايات المتحدة لوقف الأعمال اليابانية عن طريق حظر كامل للتجارة بينها وبين اليابان حيث كانت اليابان تعتمد بنسبة 80% من منتجات االنفط على الولايات المتحدة، وهذا أدى إلى أزمة عسكرية واقتصادية لليابان التي لا يمكن أن تستمر بالحرب على الصين من دون النفط. في نوفمبر 1940، الطيار العسكري الأميركي كلير لي شينو، إطلعّ على الوضع المزري في الحرب الجوية بين الصين واليابان، وشرع بتنظيم سرب المتطوعين من طياري المقاتلات الأمريكية للقتال إلى جنب الصين ضد اليابان، والمعروفة باسم النمور الطائرة. وافق الرئيس الأمريكي فرانكلين روزفلت بإرسالهم إلى الصين في بدايات عام 1941. لم يبدأ هؤلاء بالقتال الا بعد الهجوم على بيرل هاربر.
اعترف الاتحاد السوفييتي بالجمهورية الصين لكنه دعا للمصالحة مع الشيوعيين وإدراجهم ضمن الحكومة خلال الحرب مع الصين. وعلى الرغم من الصين خاضت أطول الحروب بالنسبة لجميع الحلفاء إلا انها لم تنظم رسميا إلا بعد الهجوم على بيرل هاربر في 7 ديسمبر 1941.اعتقد القائد العام تشيانج كاي شيك إن انتصار الحلفاء مؤكد مع دخول الولايات المتحدة في الحرب، وأعلن الحرب على ألمانيا وغيرها من دول المحور.ومع ذلك، ظلت مساعدات الحلفاء منخفضة بسبب إغلاق طريق بورما، وعانى الحلفاء سلسلة من الهزائم العسكرية ضد اليابان في وقت مبكر من الحملة. قاد الجنرال سون لي جين قوات ال.R.O.C لإغاثة 7000 من القوات البريطانية الذين كانوا محاصرين من قبل اليابانيين في معركة "Yenangyaung". استطاع بعدها استعادة بورما وأعاد تأسيس طريق بري عُرِفَ بطريق ليدو. ولكن الجزء الأكبر من المساعدات العسكرية لم يصل حتى ربيع عام 1945. وكان حوالي 1.5 مليون ياباني محاصرين في الأراضي الصينية.

#### الشيوعيون

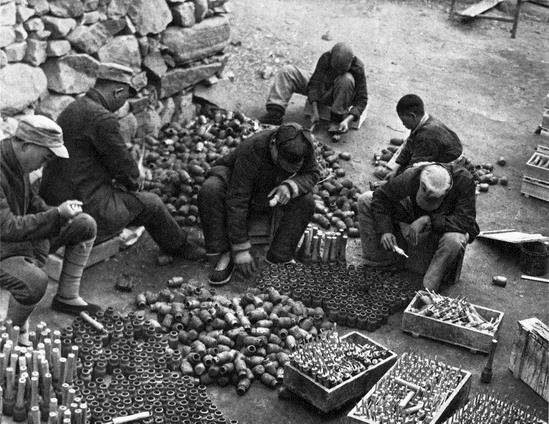
جنود من جيش العمال و الفلاحين المرتبط بالصين الشيوعية خلال الحرب الصينية اليابانية.

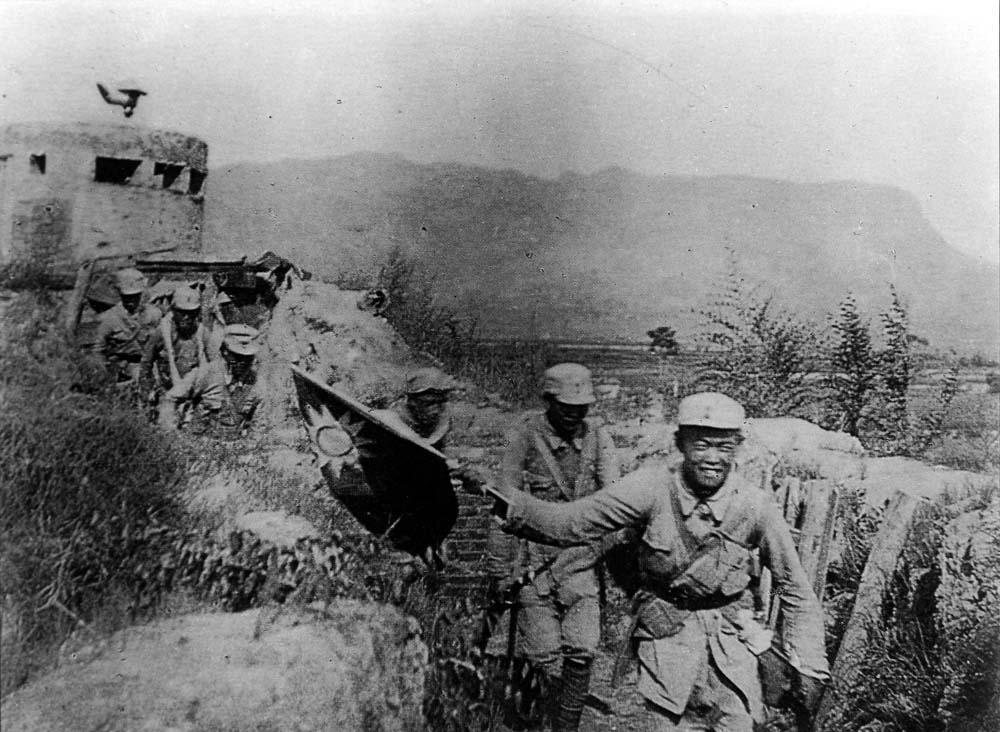
جنود الصين الشيوعيين المنتصرين حاملين علم الإنتصار

كان شيوعيوا الصين يُدعَمون بشكل ضمني من قبل الاتحاد السوفياتي منذ 1920، وعلى الرغم من اعتراف الاتحاد السوفياتي دبلوماسيا بجمهورية الصين، دعم جوزيف ستالين التعاون بين القوميين والشيوعيين، وضغطَ على الحكومة القومية لتمنحهم مناصب حكومية وعسكرية في الدولة. وحث الاتحاد السوفياتي على التعاون العسكري بين الصين السوفياتية والصين القومية خلال الحرب الصينية ضد اليابان. في البداية قبل ماو تسي تونغ بمطالب الاتحاد السوفيتي وفي عام 1938 اعترف بتشيانغ كاي شيك «كزعيم» للشعب الصيني. في المقابل وافق الاتحاد السوفييتي «ضمنياً» على استمرار حرب العصابات في الارياف والتي تهدف للتوسع الشيوعي مع انها قد تزيد من التوتر مع القوميين.
بعد انهيار تعاونهم مع القوميين في عام 1941، ازدهرت الشيوعية ونمت بطوال الحرب ضد اليابان، ووسعوا دائرة نفوذهم أينما عرضت الفرص، بشكل أساسي من خلال المنظمات الريفية الجماعية والإدارية وتدابير الإصلاح الضريبي لصالح الفلاحون الفقراء، في حين حاول القوميون الحيول ضد انتشار النفوذ الشيوعي من خلال الحصار العسكري ومحاربة اليابانيين في نفس الوقت.

### فرنسا

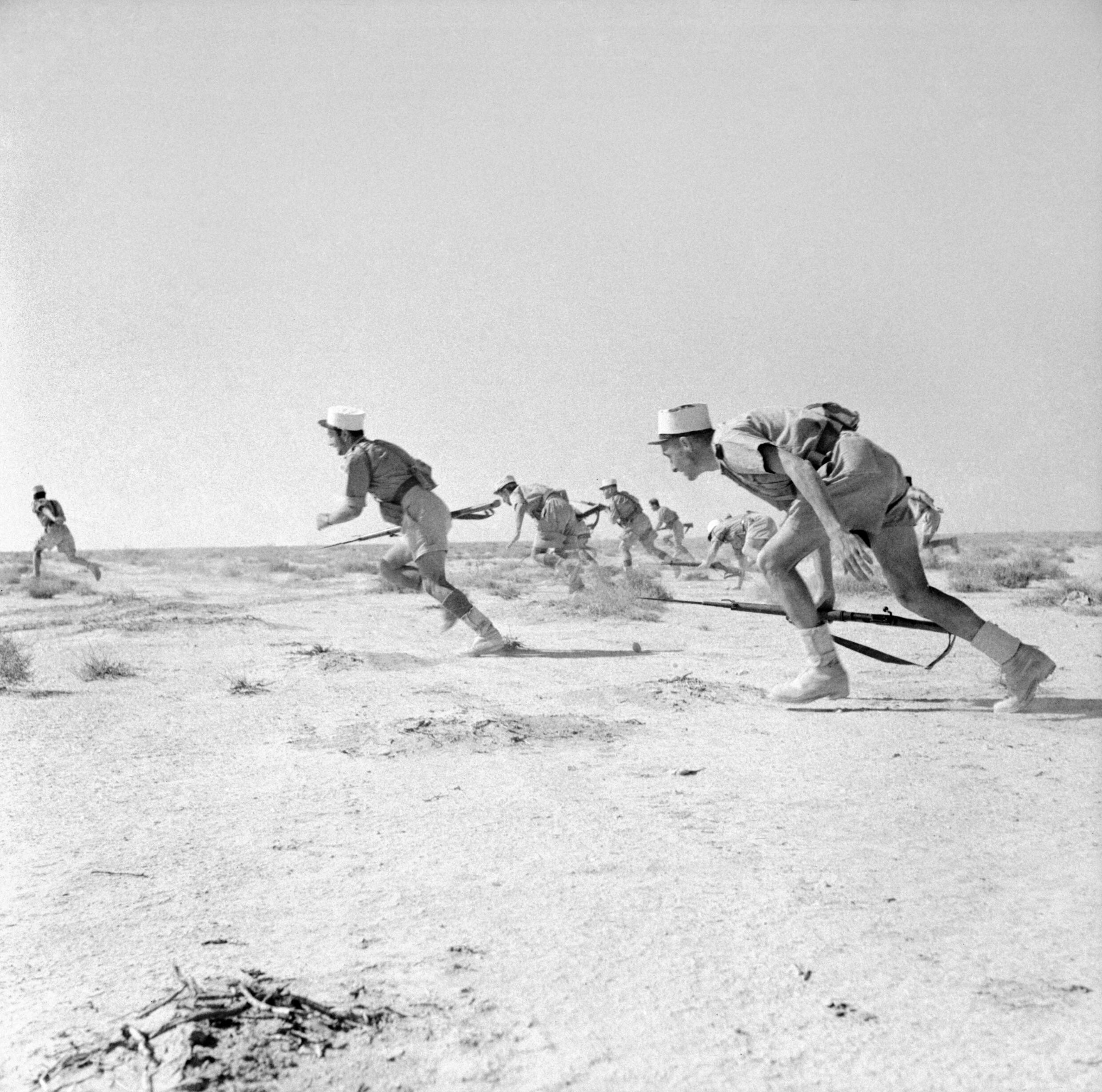
قوات فرنسا الحرة خلال معركة بئر حكيم

#### إعلان الحرب

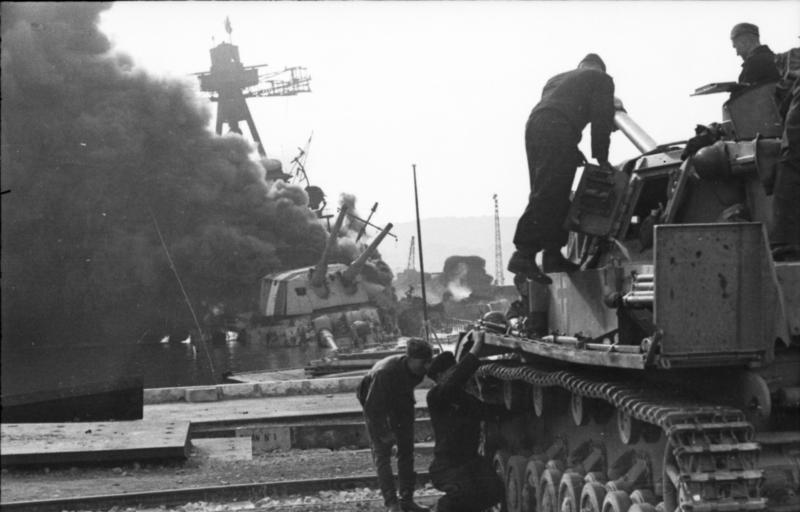
الأسطول الفرنسي مفسداً بأيدي الفرنسيين أنفسهم لتفضيلهم هذا على وقوعه بين أيدي قوات المحور بعد غزوهم فيشي الفرنسية في 11 نوفمبر 1942.

بعد احتلال ألمانيا لبولندا، أعلنت فرنسا الحرب على ألمانيا، وفي يناير 1940، ألقى رئيس الوزراء الفرنسي إدوار دلادييه خطابا شجب فيه تصرفات ألمانيا:
السيطرة التي يهدف إليها النازيين ليست محدودة بمجرد إخلال موازين القوى وفرض سيادتهم على العالم كأمه واحدة.بل تسعى للتدمير المنهجي والشامل لتلك المناطق التي غزاها هتلر. وأنه لا معاهدات مع الدول التي قُهِرَت من قِبلهم. لقد دمرهم. أخذ منهم وجودهم السياسي والإقتصادي،ويسعى لحرمانهم حتى من تاريخهم وثقافتهم. هو يرغب فقط في اعتبارهم مجال حيوي وأراضي شاغرة هو وحده من لديه الحق فيها.
شهدت فرنسا عدة مراحل رئيسية خلال الحرب العالمية الثانية:
- الحرب الزائفة من 1939-1940،(بالإنجليزية: The Phoney War) و (بالألمانية: Sitzkrieg) و (بالفرنسية: Drôle de guerre)
- معركة فرنسا في مايو - يونيو 1940 والتي أسفرت عن هزيمة الحلفاء، وسقوط الجمهورية الفرنسية الثالثة، واحتلال ألمانيا لشمال وغرب فرنسا، وإنشاء دويلة فرنسا الفيشية والتي حصلت على الاعتراف من دول المحور والدول الأكثر حيادية بما فيها الولايات المتحدة.[17]
- فترة المقاومة، للسيطرة على المستعمرات، بين النظام الفيشي وفرنسا الحرة.
- تحرير أرض فرنسا الرئيسية ابتدائاً من يوم الإنزال في نورماندي يوم 6 يونيو 1944، و‌عملية أوفرلورد وبعدها عملية دراغون يوم 15 أغسطس 1944، كل هذا قاد إلى تحرير باريس في 25 آب 1944 من قِبل فرنسا الحرة، فرقة 2e Division Blindée، وتنصيب الحكومة المؤقتة للجمهورية الفرنسية في العاصمة المحررة حديثا.
- إعادة إنشاء الجيش للحكومة المؤقتة مع تقدم الحلفاء من باريس إلى نهر الراين وغزو الحلفاء لألمانيا حتى يوم 8 مايو 1945.

#### المستعمرات والأقاليم التابعة

##### أفريقيا
في أفريقيا شملت: غرب أفريقيا الفرنسي، أفريقيا الاستوائية الفرنسية، وعصبة ولايات الأمم من الكاميرون الفرنسية وتوغو الفرنسية، و‌مدغشقر، و‌أرض الصومال الفرنسي، و‌المحميات الفرنسية لتونس و‌المغرب الفرنسية. ولم تكن الجزائر مجرد مستعمرة أو إقليم فرنسي بل كانت جزء متكامل من فرنسا الأم.

##### آسيا وأوقيانوسيا
في آسيا شملت: بولينزيا الفرنسية و‌واليس وفوتونا و‌كاليدونيا الجديدة وهبريدس الجديدة و‌الهند الصينية الفرنسية و‌الهند الفرنسية و‌الانتداب الفرنسي على لبنان و‌سوريا الفرنسية. حاولت الحكومة الفرنسية في عام 1936 منح الاستقلال لولايتها في سوريا عن طريق المعاهدة الفرنسية-السورية للاستقلال عام 1936 واتي وِقّعت من قِبل فرنسا وسوريا. ومع ذلك، معارضة المعاهدة نمت في فرنسا ولم يُصدَق عليها. وكانت سوريا قد أصبحت جمهورية رسمية في عام 1930 وتحت حكم ذاتي.

##### الأمريكيتين
وشملت هنا: جزيرة المارتينيك وجزر غوادلوب و‌غويانا الفرنسية وجزر سان بيير وميكلون.

### الاتحاد السوفييتي

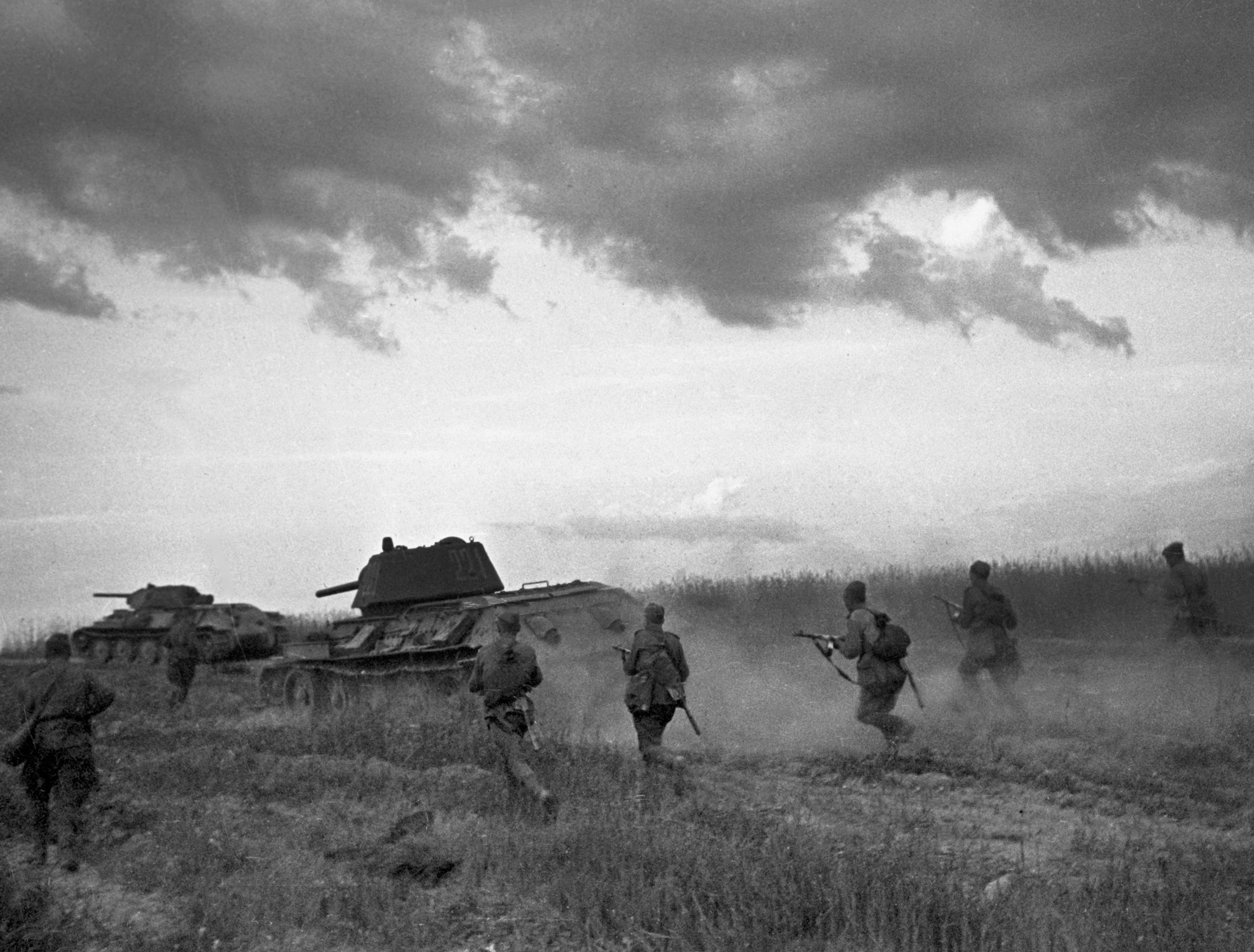
الجنود السوفييت ودبابة تي-34 متقدمين في اشتباك قرب بريانسك في عام 1942

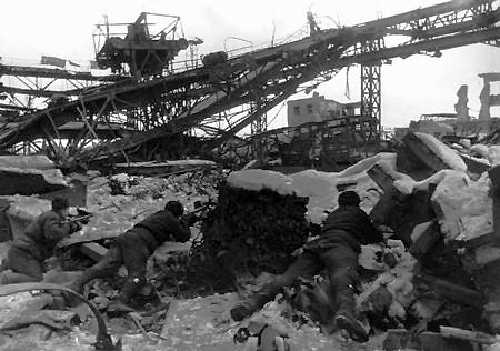
الجنود السوفييت يقاتلون في أنقاض ستالينغراد خلال معركة ستالينغراد

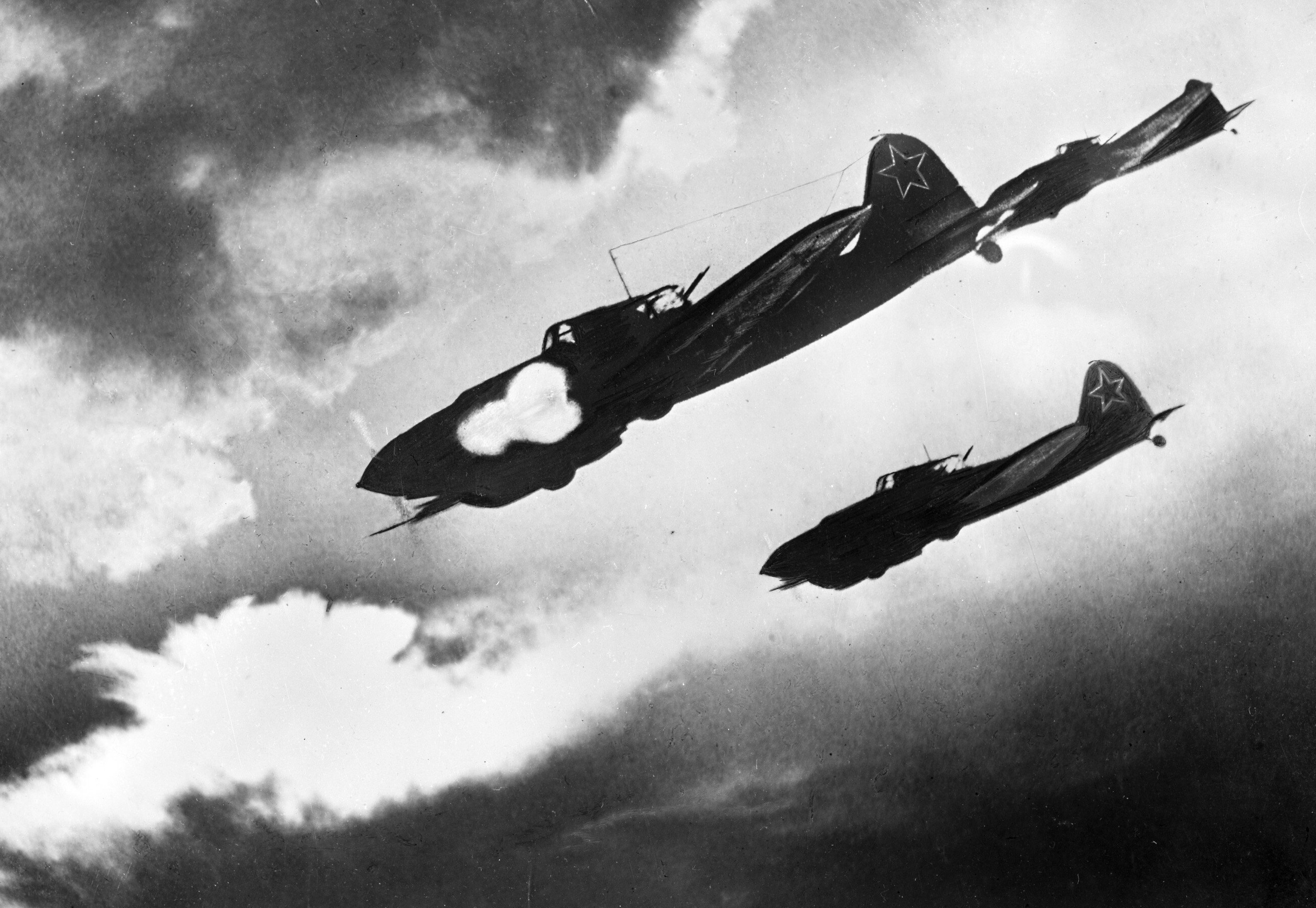
إليوشن إل-2 السوفييتية مهاجِمة القوات البرية الألمانية خلال معركة كورسك

#### الاندلاع
بدأ الغزو الألماني للاتحاد السوفيتي، عملية بارباروسا، في 22 حزيران 1941. وصف الأمين العام جوزيف ستالين وحكومة الاتحاد السوفياتي الحرب السوفييتية على أنها حرب تخاض من قبل الشعب السوفياتي لأجل بقائهم على قيد الحياة، قام ستالين بدعم حركات الجبهة الشعبية المكافحة للفاشية بما في ذلك الشيوعيين وغير الشيوعيين من عام 1935 إلى عام 1939. تم إنهاء إستراتيجية الجبهة الشعبية من 1939إلى 1941 عندما تعاون الاتحاد السوفيتي مع ألمانيا في عام 1939 في احتلال وتقسيم بولندا، في حين رفض الاتحاد السوفياتي تأييد أيً من الحلفاء أو المحور 1939-1941، كما دعا الصراع القائم بينهما ب «حرب امبريالية». بعد غزو الاتحاد السوفيتي في عام 1941، أقر ستالين بالحلفاء الغربيين كجزء من إستراتيجية الجبهة الشعبية المتجددة ضد ألمانيا، ودعا الحركة الشيوعية العالمية للتحالف مع كل من يعارض النازية. تدخل الاتحاد السوفيتي ضد اليابان ودولتها العميلة في منشوريا عام 1945، بالتعاون مع الحكومة القومية في الصين والحزب القومي بقيادة تشيانغ كاي شيك، فضلا عن تعاون الحزب الشيوعي بقيادة ماو تسي تونغ مما أدى إلى سيطرة كاملة على منشوريا بعد طرد اليابانيين منها.

#### التاريخ
في الفترة التي سبقت الحرب بين الاتحاد السوفياتي وألمانيا، خضعت العلاقات بينهما لعدة مراحل.حيث درس ستالين هتلر، بما في ذلك قرائته كتاب كفاحي الذي علم منه برغبة هتلر لتدمير الاتحاد السوفياتي. وفي 1933 كان لدى السوفييت مخاوف من الغزو الألماني المحتمل للبلاد مع محاولة ألمانيا لاحتلال دول البلطيق، وفي كانون الأول من ذلك العام، بدأت المفاوضات البولندية السوفيتية لإصدار إعلان مشترك بين البلدين وضمان سيادة دول البلطيق. لكن بولندا إنسحبت من المفاوضات بعد الاعتراضات الألمانية والفنلندية. تنافس الاتحاد السوفييتي وألمانيا في ذلك الوقت للتأثير في بولندا. كانت الحكومة السوفييتية تشعر بالقلق من المشاعر المعادية للسوفييت في بولندا، وبخاصة من جيوزف بيوسودسكي ألذي إقترح أن يشمل الاتحاد البولندي كل من ليتوانيا و‌روسيا البيضاء و‌أوكرانيا، مما هدد سلامة الاتحاد السوفييتي.
في 20 آب 1939، قضت الجمهورية الاشتراكية للإتحاد السوفييتي بقيادة الجنرال غيورغي جوكوف وبالتعاون مع جمهورية منغوليا الشعبية على أي احتمال لاندلاع صراع في الشرق بنصر ساحق على اليابانيين في معركة معركة خالخين غول شرق منغوليا.
وفي اليوم نفسه، تلقى زعيم الحزب السوفياتي جوزيف ستالين برقية من المستشار الألماني أدولف هتلر، يقترح فيه أن يطير وزير الخارجية يواخيم فون ريبنتروب إلى موسكو لإجراء محادثات دبلوماسية. (بعد تلقيه ردوداً فاترة طوال فترات الصيف والربيع، تخلى ستالين عن محاولاته لإنشاء علاقات دبلوماسية أفضل مع المملكة المتحدة وفرنسا).
في 23 أغسطس، وقع ريبنتروب ووزير الخارجية السوفيتي فياتشيسلاف مولوتوف على اتفاق عدم الاعتداء والذي تضمن بروتوكولات سرية لتقسيم أوروبا الشرقية إلى «مناطق نفوذ» للبلدين.
و في يوم 15 سبتمبر عام 1939، توصل ستالين إلى إتفاقية وقف إطلاق نار دائم مع اليابان والتي تقرر في اليوم التالي انه (سيتم ترقيتها إلى معاهدة عدم اعتداء). وفي اليوم التالي لذلك، 17 سبتمبر، غزت القوات السوفياتية بولندا من الشرق. وعززت الشراكة غير العسكرية بين ألمانيا والاتحاد السوفيتي الصداقة والتعاون بينهما وترسيم الحدود في 28 سبتمبر.
في 30 نوفمبر، هاجم الاتحاد السوفياتي فنلندا، التي تم طردها من عصبة الأمم. وفي السنة التالية لسنة 1940، في حين كان الاهتمام العالمي مركزاً على الغزو الألماني لفرنسا، والنرويج، احتل الاتحاد السوفييتي عسكريا دول البلطيق من استونيا ولاتفيا و‌ليتوانيا وكذلك أجزاء من رومانيا.
أُنهيت المعاهدات بين الألمان والسوفييت بهجوم مفاجيء من ألمانيا على الاتحاد السوفييتي في 22 حزيران 1941. وسرعان ما دخل الاتحاد السوفيتي في تحالف مع المملكة المتحدة. وإتباعاً للاتحاد السوفييتي قاتل العديد من الشيوعيين ضد المحور خلال الحرب العالمية الثانية.وكانت على النحو التالي: جبهة التحرير الوطني الألبانية، الجيش الصيني الأحمر، جبهة التحرير الوطني اليونانية، الحزب الشيوعي الملاوي،جمهورية منغوليا الشعبية، الجيش الشعبي البولندي،جمهورية توفا الشعبية (ضُمَت للاتحاد السوفيتي في عام 1944)، فيت مين و‌بارتيزان يوغوسلاف.

### الولايات المتحدة

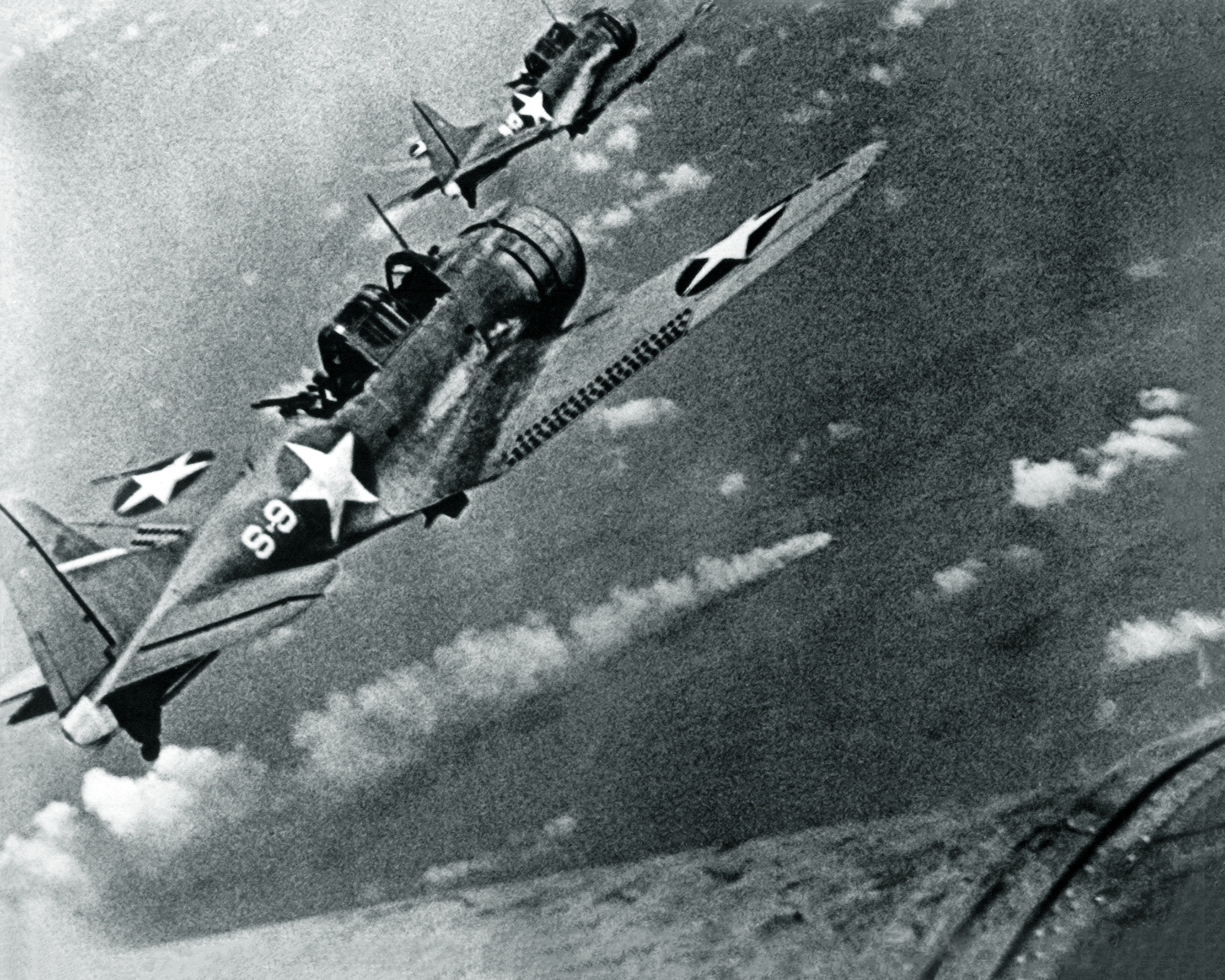
طائرات "Douglas SBD Dauntless " الاميركية (قاذفة انقضاضية) مهاجمة المركب الياباني خلال معركة ميدواي في يونيو 1942

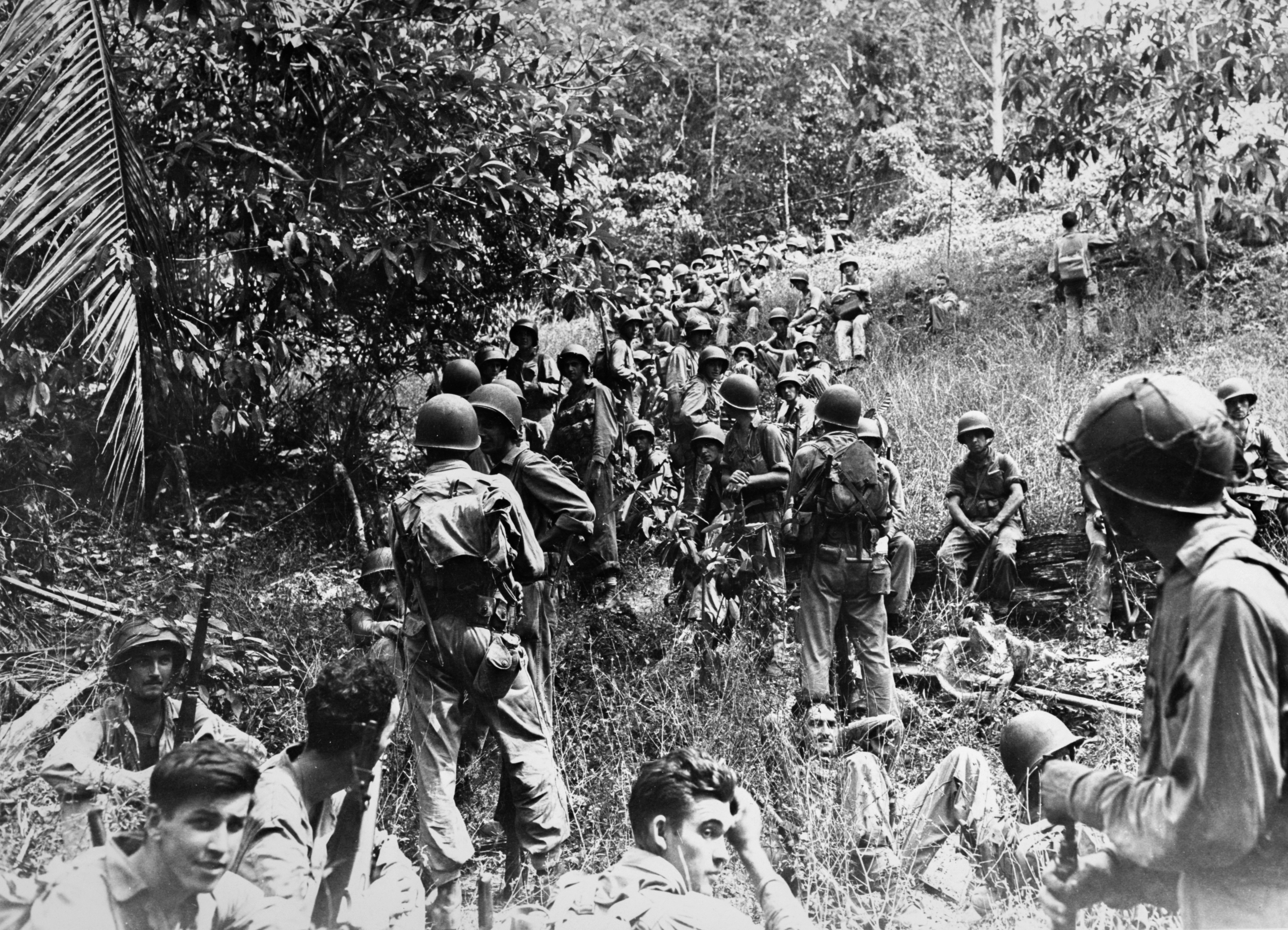
البحرية الامريكية خلال حملة جوادالكانال في نوفمبر 1942

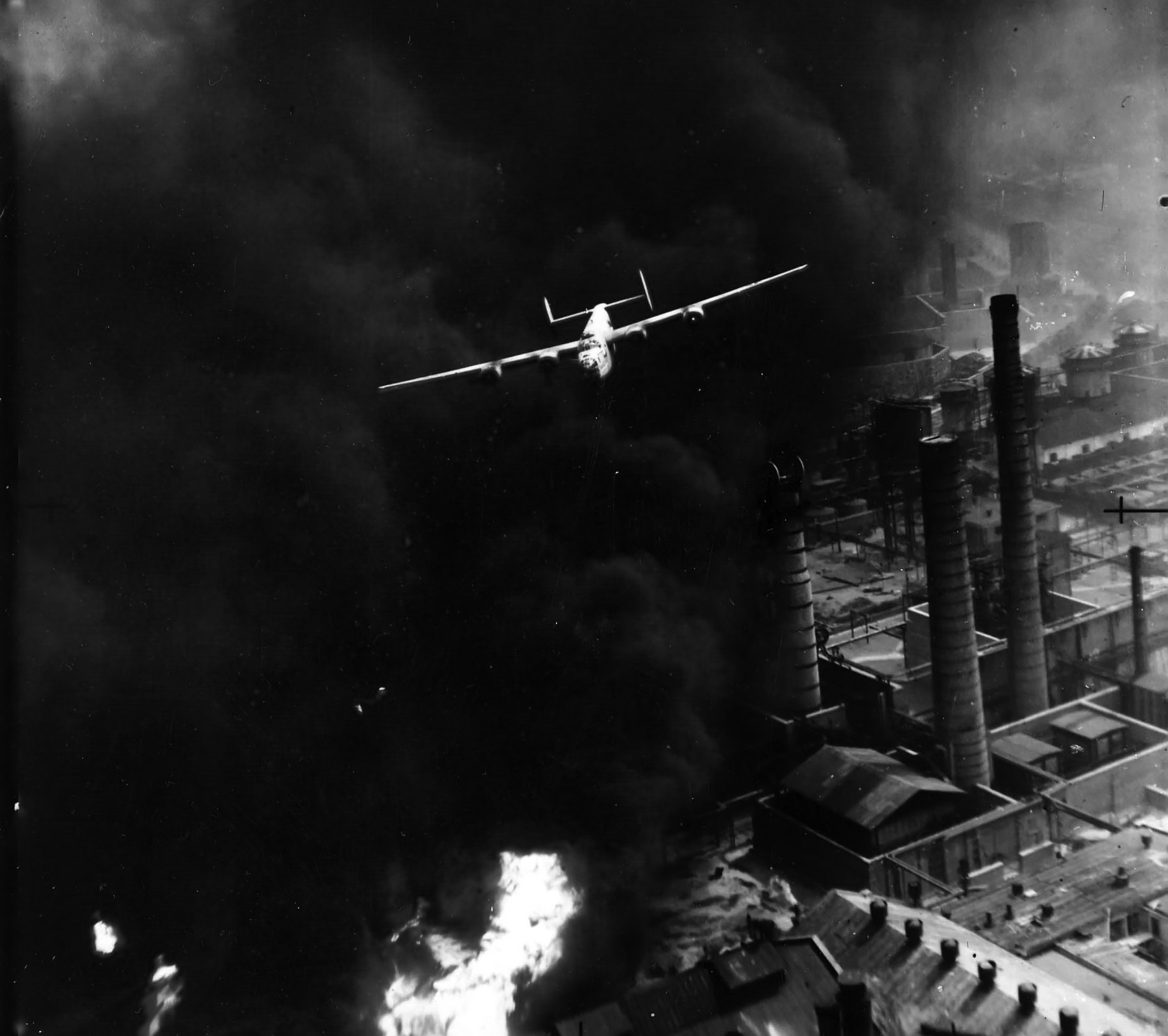
طائرة "Consolidated B-24 Liberator" الامريكية القاذفة خلال قصف مصافي النفط في بلويشت،رومانيا خلال عملية الموجة العارمة

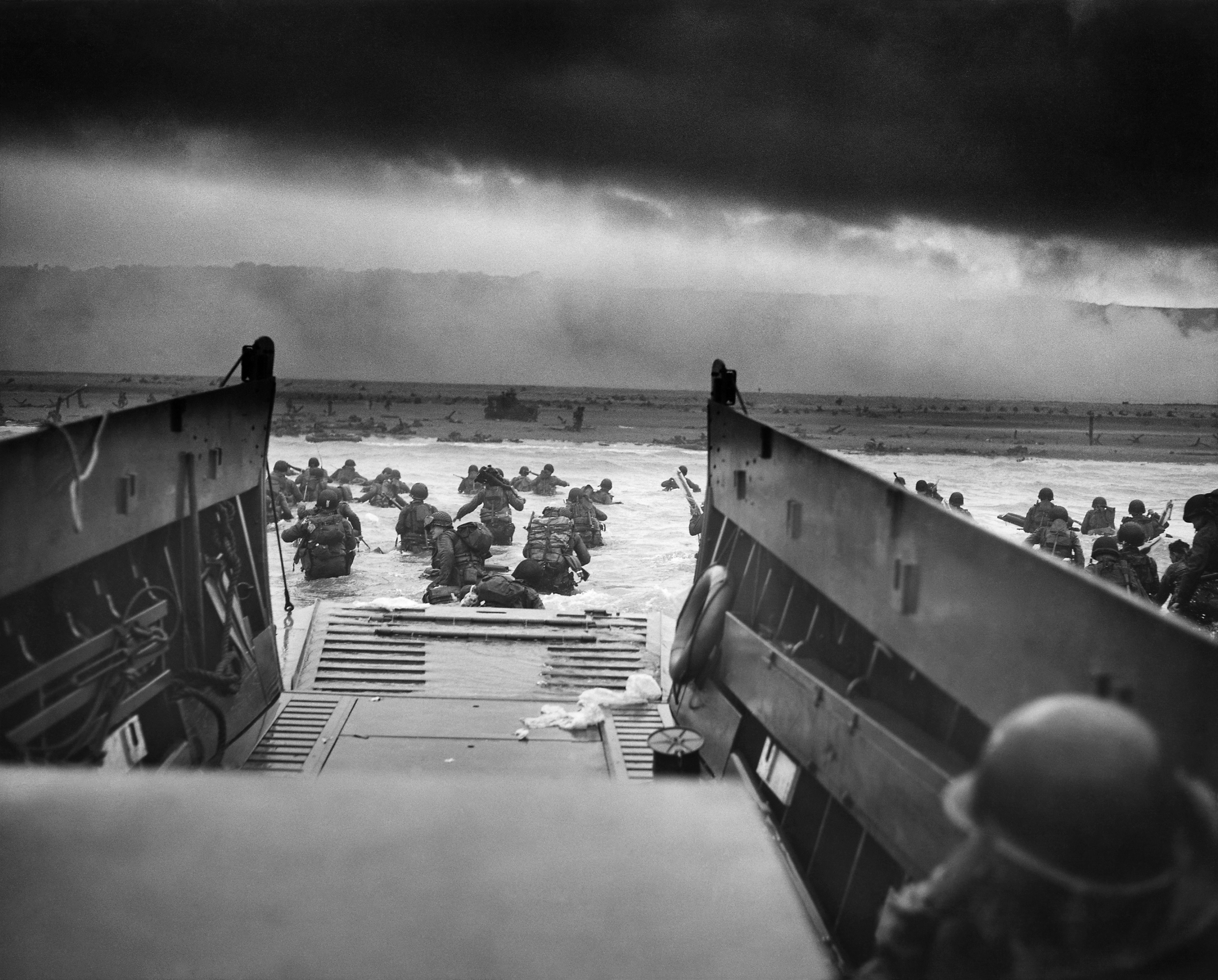
الجنود الامريكان خلال الإنزال في نورماندي في 6 يونيو 1944 المعروف باسم يوم النصر في معركة نورماندي

#### مبررات الحرب
كانت الولايات المتحدة تدعم بشكل غير مباشر المجهود الحربي البريطاني ضد ألمانيا حتى 1941، وأعلنت معارضتها للتوسع الإقليمي. حيث قدمت دعم العتاد لبريطانيا بينما كانت محايدة بشكل رسمي عن طريق قانون الإعارة والتأجير.
في أغسطس 1941 أصدر الرئيس الأمريكي فرانكلين روزفلت ورئيس الوزراء ونستون تشرشل ميثاق الأطلسي الذي تعهد بالالتزام بتحقيق «الدمار النهائي للطغيان النازي». بعد توقيعها ميثاق الأطلسي وانضمامها للأمم المتحدة فتح الطريق للولايات المتحدة للانضمام للحلفاء وأيضا أصبحت مؤهلة للحصول على عضوية في المنظمة الدولية للأمم المتحدة التي شكلت في عام 1945.
أيدت الولايات المتحدة وبقوة الحكومة القومية في الصين في حربها مع اليابان، ووفرت المعدات العسكرية والإمدادات، والمتطوعين لحكومة الصين القومية للمساعدة في الحرب. في ديسمبر 1941 فتحت اليابان الحرب بهجومها على بيرل هاربور، أعلنت الولايات المتحدة الحرب على اليابان، بالمقابل أعلن حلفاء اليابان، ألمانيا وإيطاليا، الحرب على الولايات المتحدة، وبذلك دخلت الولايات المتحدة في الحرب العالمية الثانية.

#### التاريخ
في 8 ديسمبر 1941، وبعد الهجوم على بيرل هاربور، أعلن الكونغرس في الولايات المتحدة الحرب على اليابان بناء على طلب من الرئيس فرانكلين روزفلت. وأعقب ذلك إعلان ألمانيا و‌إيطاليا الحرب على الولايات المتحدة في 11 ديسمبر. قادت الولايات المتحدة قوات الحلفاء في منطقة المحيط الهادئ ضد القوات اليابانية من عام 1941 إلى عام 1945. وابتداء من سنة 1943 إلى 1945، قادت الولايات المتحدة ونسقت المجهود الحربي للحلفاء الغربيين في أوروبا بقيادة الجنرال دوايت أيزنهاور.
تلى الهجوم المفاجيء على بيل هاربور هجمات اليابان السريعة على مواقع الحلفاء في منطقة المحيط الهاديء، مما أسفر عن خسائر فادحة للولايات المتحدة في الأشهر القليلة الأولى للحرب. بما في ذلك خسارة السيطرة على الفلبين وجزيرة غوام وجزيرة ويك وعدد من جزر «ألوشيان» بما فيها آتو وكيسكا لصالح القوات اليابانية. حققت القوات البحرية الأمريكية بعض النجاحات المبكرة ضد اليابان. كان أحدها قصف المراكز الصناعية اليابانية في غارة دوليتل. نجاح آخر تمثل في صد الغزو الياباني لمدينة بورت مورسبي في غينيا الجديدة خلال معركة بحر المرجان. كانت معركة ميدواي نقطة تحول كبرى في حرب المحيط الهادئ، حيث كانت أعداد القوات البحرية الأمريكية أقل بكثير من القوات اليابانية التي أرسلت لتدمير حاملات الطائرات الأمريكية في المحيط الهادئ، والسيطرة على ميدواي التي من شأنها أن تضع القوات اليابانية في القرب من هاواي. ومع ذلك تمكنت القوات الأمريكية من إغراق أربعة من أصل ستة من حاملات الطائرات الضخمة اليابانية والتي شرعت في الهجوم على بيرل هاربور بجانب هجمات أخرى على قوات التحالف. بعدها بدأت الولايات المتحدة هجوما ضد المواقع اليابانية. وكانت حملة جوادالكانال (1942-1943) النقطة التي سعت إليها كل من القوات اليابانية والولايات المتحدة لاحكام السيطرة على جوادالكانال.

#### المستعمرات والأقاليم التابعة

##### في الأمريكتين والمحيط الهادئ
شملت الامريكيتين اقاليم متعددة مثل: آلاسكا،منطقة قناة بنما، بورتوريكو و‌جزر العذراء الأمريكية.
وفي منطقة المحيط الهادئ شملت: ساموا الأمريكية، هاواي، ميدواي،غوام، جزيرة ويك وغيرها. وشاركت هذه المناطق مباشرة في حملة المحيط الهادي خلال الحرب.

##### آسيا
كانت الفلبين ذات سيادة محمية يشار إليها باعتبارها «دولة مرتبطة» بالولايات المتحدة. وخلال أواخر سنة 1941 إلى 1944، أُحتُلَت الفلبين من قبل القوات اليابانية، الذين أسسوا جمهورية الفلبين الثانية كدولة عميلة لهم.

## دول أخرى

### أستراليا
كانت أستراليا من دول الدومينيون في ظل النظام الملكي الأسترالي. ففي بداية الحرب إتبعت أستراليا سياسة بريطانيا الخارجية، وأعلنت الحرب ضد ألمانيا في 3 أيلول 1939. أصبحت السياسة الخارجية الأسترالية أكثر استقلالية بعد تشكيل حزب العمال الأسترالي في أكتوبر 1941، ثم أعلنت الحرب بشكل منفصل ضد فنلندا والمجر ورومانيا يوم 8 ديسمبر 1941 وضد اليابان في اليوم التالي.

### بلجيكا

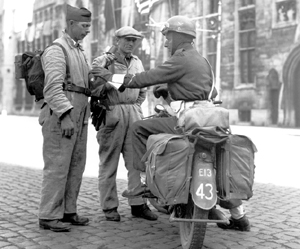
أعضاء المقاومة البلجيكية مع جندي كندي في بروج، سبتمبر 1944 خلال معركة شيلدت.

قبل الحرب، كانت بلجيكا قد انتهجت سياسة الحياد ولم تصبح عضوا في الحلفاء إلا بعد غزوها من قِبل ألمانيا يوم 10 مايو 1940. وخلال القتال، قاتلت القوات البلجيكية جنبا إلى جنب مع القوات الفرنسية والبريطانية ضد الغزاة. وفي حين كان البريطانيين والفرنسيين يُناضلون ضد التقدم الألماني السريع في كل مكان من جبهات القتال، دُفعت القوات البلجيكية إلى جهة الشمال. وأخيرا، في 28 أيار، سلم الملك ليوبولد الثالث نفسه وجيشه للألمان، بعد أن قرر إن قضية الحلفاء قد ضاعت. تم إنشاء حكومة شرعية بلجيكية في المنفى في لندن. وواصلت القوات البلجيكية والطيارين القتال إلى جانب الحلفاء باسم القوات البلجيكية الحرة. بلجيكا نفسها أُحتلت، ولكن مقاومة كبيرة شُكلت ونُسقت بشكل واسع من قبل الحكومة في المنفى والقوى المتحالفة الأخرى.
وصلت القوات البريطانية والكندية إلى بلجيكا في سبتمبر 1944 وتم تحرير العاصمة بروكسل يوم 6 سبتمبر. وبسبب معركة الثغرة، لم يتم تحرير البلاد بالكامل إلا في أوائل عام 1945.

#### المستعمرات والأقاليم التابعة
امتلكت بلجيكا مستعمرة الكونغو البلجيكية. ظلت الكونغو البلجيكية غير محتلة وبقيت موالية لقوات الحلفاء كمصدر اقتصادي هام، حيث كانت رواسب اليورانيوم مفيدة جدا لجهود الحلفاء بتطوير قنبلة نووية. شاركت قوات من الكونغو البلجيكية في حملة شرق أفريقيا ضد الإيطاليين.

### البرازيل

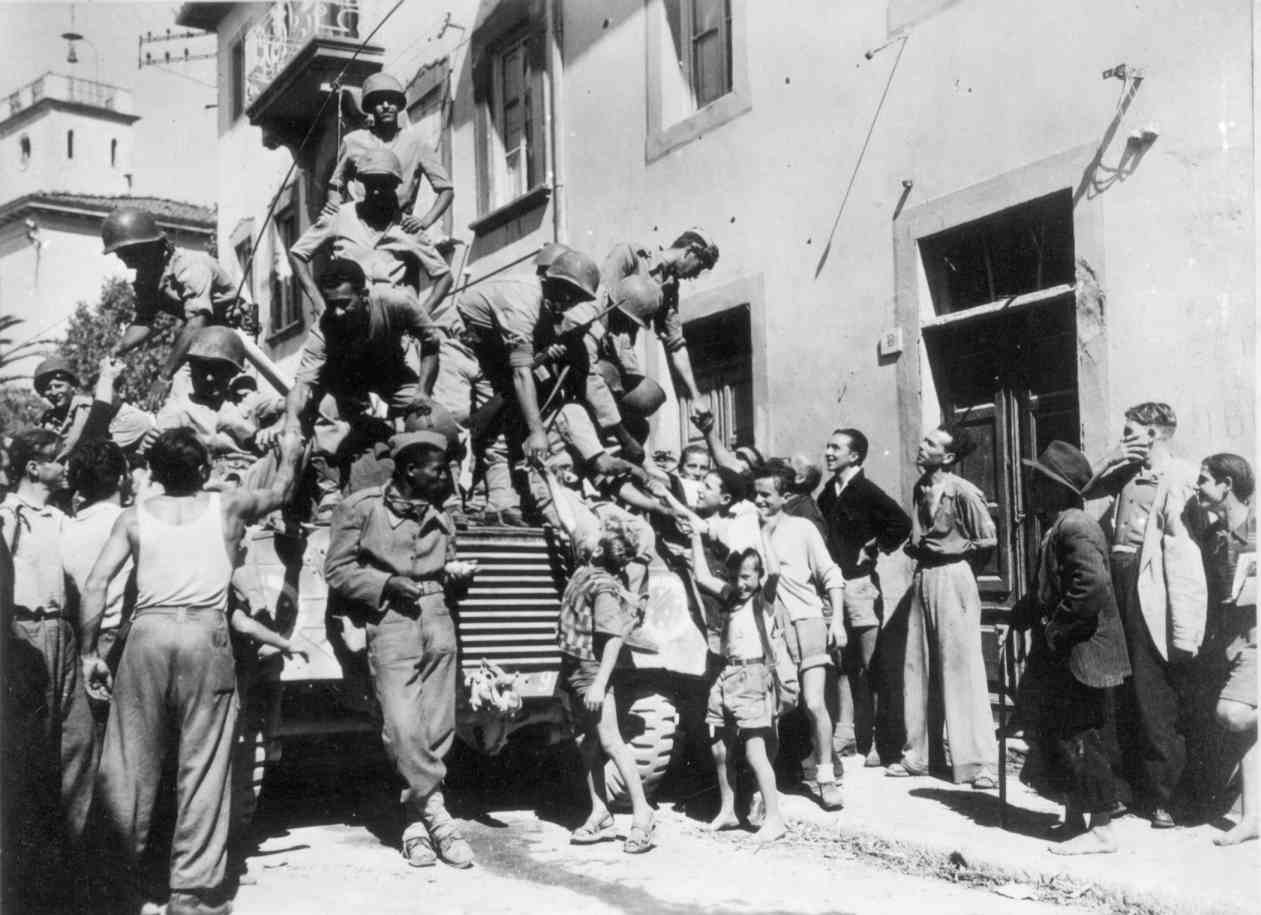
الجنود المشاة البرازيليين مُحيين المدنيين في مدينة ماساروسا، إيطاليا، سبتمبر 1944.

في البداية، حافظت البرازيل على موقف الحياد، واستمرت بالتجارة مع كل من الحلفاء ودول المحور، في حين كانت سياسات الرئيس البرازيلي جيتوليو فارجاس الشبه فاشي تشير إلى أنه يميل نحو دول المحور.لكن مع تقدم الحرب، أصبحت التجارة مع دول المحور شبه مستحيلة، في حين بذلت الولايات المتحدة جهودا دبلوماسية واقتصادية قوية لجعل البرازيل إلى جانب الحلفاء.
في بداية عام 1942، سمحت البرازيل للولايات المتحدة بإقامة قواعد جوية على أراضيها، خصوصا في ناتال التي تحتل موقعا استراتيجيا في الزاوية الشرقية القصوى من القارة الأمريكية الجنوبية، وفي 28 يناير قطعت البلاد العلاقات الدبلوماسية مع كل من ألمانيا، اليابان، وإيطاليا. لكن بعد هذا، أُغرقت 36 سفينة تجارية برازيلية من قبل القوات البحرية الألمانية والإيطالية، مما دفع الحكومة البرازيلية إلى إعلان الحرب ضد ألمانيا وإيطاليا في 22 أغسطس 1942.
أرسلت البرازيل بعدها 25,700 من فرق التدخل السريع القوية لأوروبا والتي حاربت بصورة رئيسة على الجبهة الإيطالية، من سبتمبر 1944 وحتى مايو 1945. كما تمثلت مشاركة البحرية البرازيلية وسلاح الجو في المحيط الأطلسي من منتصف عام 1942 حتى نهاية الحرب. مما يُذكر إن البرازيل كانت البلد الوحيد في أمريكا الجنوبية التي أرسلت قواتها للقتال في أوروبا خلال الحرب العالمية الثانية.

### كندا
كانت كندا ذات سيادة (دومينيون) في ظل النظام الملكي الكندي، حسب سياسة وستمنستر عام 1931. وكانت كندا آخر من أعلن الحرب على ألمانيا (من بين أعضاء الكومنولث) في 10 سبتمبر 1939.

### كوبا
بسبب الموقع الجغرافي لكوبا عند مدخل خليج المكسيك، فقد لعبت هافانا دوراً مهما في الحرب باعتبارها الميناء التجاري الرئيسي في جزر الهند الغربية، وامتلاكها الموارد الطبيعية المهمة للبلاد، شاركت كوبا بشكل أساسي في المسرح الأمريكي خلال الحرب العالمية الثانية، وبالتالي تعد من أكبر المستفيدين من قانون الإعارة والتأجير. أعلنت كوبا الحرب على دول المحور في ديسمبر 1941، مما يجعلها واحدة من أوائل بلدان أمريكا اللاتينية الداخلة في الصراع، وبحلول نهاية الحرب في عام 1945 كان جيشها قد عُرف باعتباره الأكثر كفاءة وتعاونية من بين جميع دول البحر الكاريبي. وفي 15 أيار 1943، أغرق الزورق الكوبي CS-13 الغواصة الألمانية U-176.

### تشيكوسلوفاكيا
حاولت تشيكوسلوفاكيا مع كل من المملكة المتحدة وفرنسا حل مطالبات التوسع الألمانية في منطقة السوديت في عام 1938 من خلال معاهدة ميونخ، ولكن في مارس 1939، تعرضت تشيكوسلوفاكيا للغزو من قِبل ألمانيا وقُسمت بين ألمانيا،المجر، بولندا، إضافة إلى دولة عميلة لألمانيا، سلوفاكيا. انضمت الحكومة التشيكوسلوفاكية في المنفى إلى الحلفاء، ولم يكن احتلال وتقسيم تشيكوسلوفاكيا مقبولا من قبل قوات الحلفاء.

### اليونان

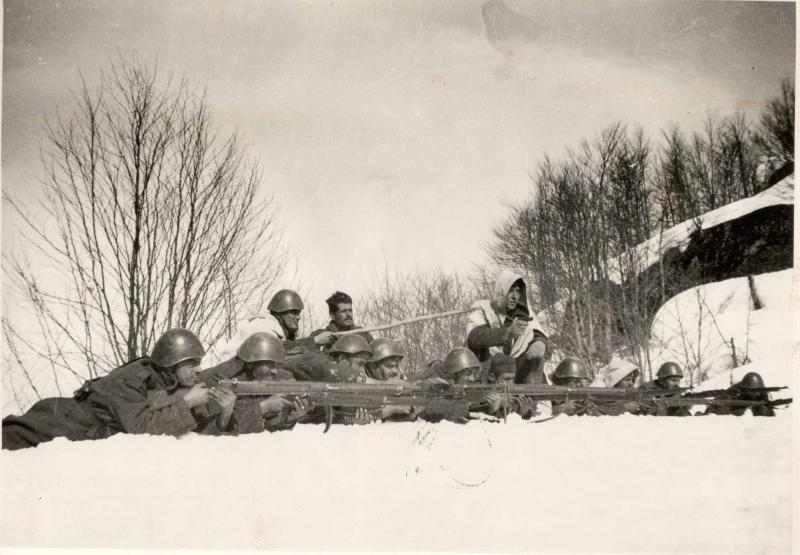
جنود يونانيين في مارس 1941 خلال الحرب اليونانية الإيطالية.

تم غزو اليونان من قِبل إيطاليا يوم 28 أكتوبر 1940، وانضمت لاحقاً للحلفاء. تمكن الجيش اليوناني من وقف الهجوم الإيطالي، وأعادت الإيطاليين إلى الوراء في ألبانيا. ومع ذلك، تم غزو اليونان من قبل ألمانيا في أبريل 1941، وتمكنت القوات الألمانية من احتلال المناطق الرئيسية اليونانية، ثم اعقبتها باحتلالها لجزيرة كريت بعد شهر من ذلك. نشأت الحكومة اليونانية في المنفى، في حين وضِعت البلاد في ظل حكومة عميلة ومقسمة إلى مناطق محتلة تُدار من قِبل إيطاليا وألمانيا وبلغاريا.

### لوكسمبورغ

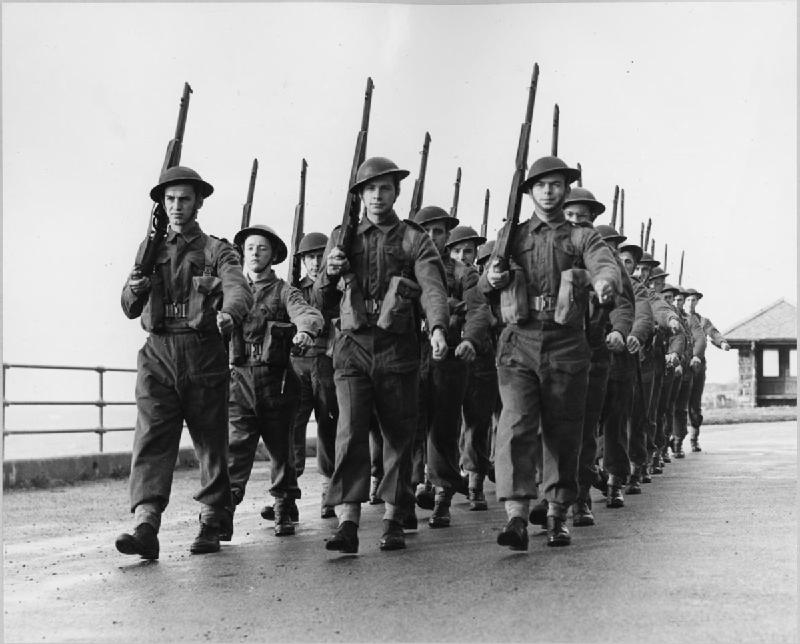
جنود من تدريب لوكسمبورغ في بريطانيا عام 1943

قبل الحرب، كانت لوكسمبورغ قد انتهجت سياسة الحياد ولم تصبح عضواً في الحلفاء إلا بعد غزوها من قِبل ألمانيا يوم 10 مايو عام 1940. أنشأت حكومة في المنفى، في انكلترا. بثت دولة المنفى صوتها إلى البلد المحتل بلغتها عن طريق إذاعة ال BBC. وقعت الحكومة في المنفى معاهدة مع الحكومتين البلجيكية والهولندية، مُنشإة الاتحاد الاقتصادي البنلوكسي ووقعت أيضا في مؤتمر بريتون وودز.

### المكسيك
أعلنت المكسيك الحرب على ألمانيا في عام 1942 بعد أن هاجمت الغواصات الألمانية ناقلات النفط المكسيكية «بوتريرو ديل لانو» و«فاجا دي أورو» التي تنقل النفط الخام إلى الولايات المتحدة. ودفعت هذه الهجمات الرئيس مانويل أفيلا كماتشو لإعلان الحرب على دول المحور.
شكلت المكسيك سرب مقاتلات "Escuadrón 201". أُلحق السرب بمجموعة المقاتلات (58) التابعة للقوات الجوية في جيش الولايات المتحدة، ونفذت مهمات الدعم الجوي أثناء تحرير جزيرة الفليبين الرئيسية في صيف عام 1945.
ذهب حوالي 300,000 من المواطنين المكسيكيين إلى الولايات المتحدة للعمل في المزارع والمصانع. وحوالي 15,000 مكسيكي سجلوا كمواطنين امريكيين من اصل مكسيكي وألتحقوا بالقوات العسكرية وقاتلوا في جبهات مختلفة في جميع أنحاء العالم.

### هولندا
أصبحت هولندا عضوا في دول الحلفاء بعد أن تم غزوها يوم 10 مايو 1940 من قبل ألمانيا. هُزمت هولندا وتم احتلالها من قبل ألمانيا. تم تحرير هولندا بعد ذلك من قبل القوات الكندية، البريطانية والأمريكية وغيرها من قوات التحالف خلال حملات عام 1944 وعام 1945. لواء الأميرة ايرين، الذي تشكل من الفارين من الغزو الألماني، كان له دور كبير في العديد من العمليات كما في عام 1944 في ارومانش وفي عام 1945 في هولندا. وشارك الطيارين الهولنديين في تحليق الطائرات البريطانية في الحرب الجوية على ألمانيا.

### نيوزيلندا
كانت نيوزيلندا دولة ذات سيادة دومينيون في ظل النظام الملكي النيوزيلندي، وفقا لسياسة وستمنستر عام 1931. وسرعان ما دخلت الحرب العالمية الثانية، معلنة رسميا الحرب على ألمانيا في 3 سبتمبر 1939، بعد ساعات فقط من إعلان بريطانيا الحرب. وعلى عكس أستراليا، التي شعرت بإنها ملزمة لإعلان الحرب، والتي أيضا لم تصادق على سياية وستمنستر، فعلت نيوزيلندا ذلك علامة على الولاء لبريطانيا. وأدى ذلك إلى إعلان رئيس الوزراء النيوزلندي آنذاك مايكل جوزيف سافاج بعدها بيومين:

### النرويج

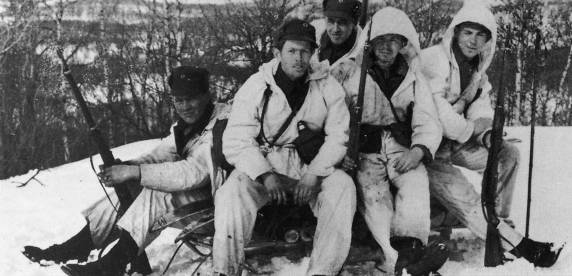
جنود نرويجيون في معركة نارفيك، مايو 1940.

بسبب موقع النرويج الاستراتيجي المسيطر على الممرات البحرية في بحر الشمال و‌المحيط الأطلسي، كان كل من الحلفاء وألمانيا قلقين من إمكانية سيطرة الجانب الآخر وكسب هذه الدولة محايدة.
ضربت ألمانيا في نهاية المطاف بأول عملياتها هناك وهي عملية فيزروبونغ في 9 نيسان 1940، التي أنتجت حملة النرويج العسكريةوالتي دامت شهرين طويلين، والتي انتهت بفوز ألمانيا واحتلالهم النرويج لمدة طويلة.
أما الوحدات النرويجية فقد تم إجلاء بعضها، والبقية الأخرى استمروا بالقتال في المنفى.
تم استخدام الأسطول التجاري النرويجي، الذي أصبح رابع أكبر اسطول في العالم، لمصلحة الحلفاء في الحرب. وقد نُظِم بواسطة مؤسسة "Nortraship" التي كانت أكبر شركة شحن في العالم، بلغت ذروة تشغيلها بأكثر من 1000 سفينة.

### بولندا

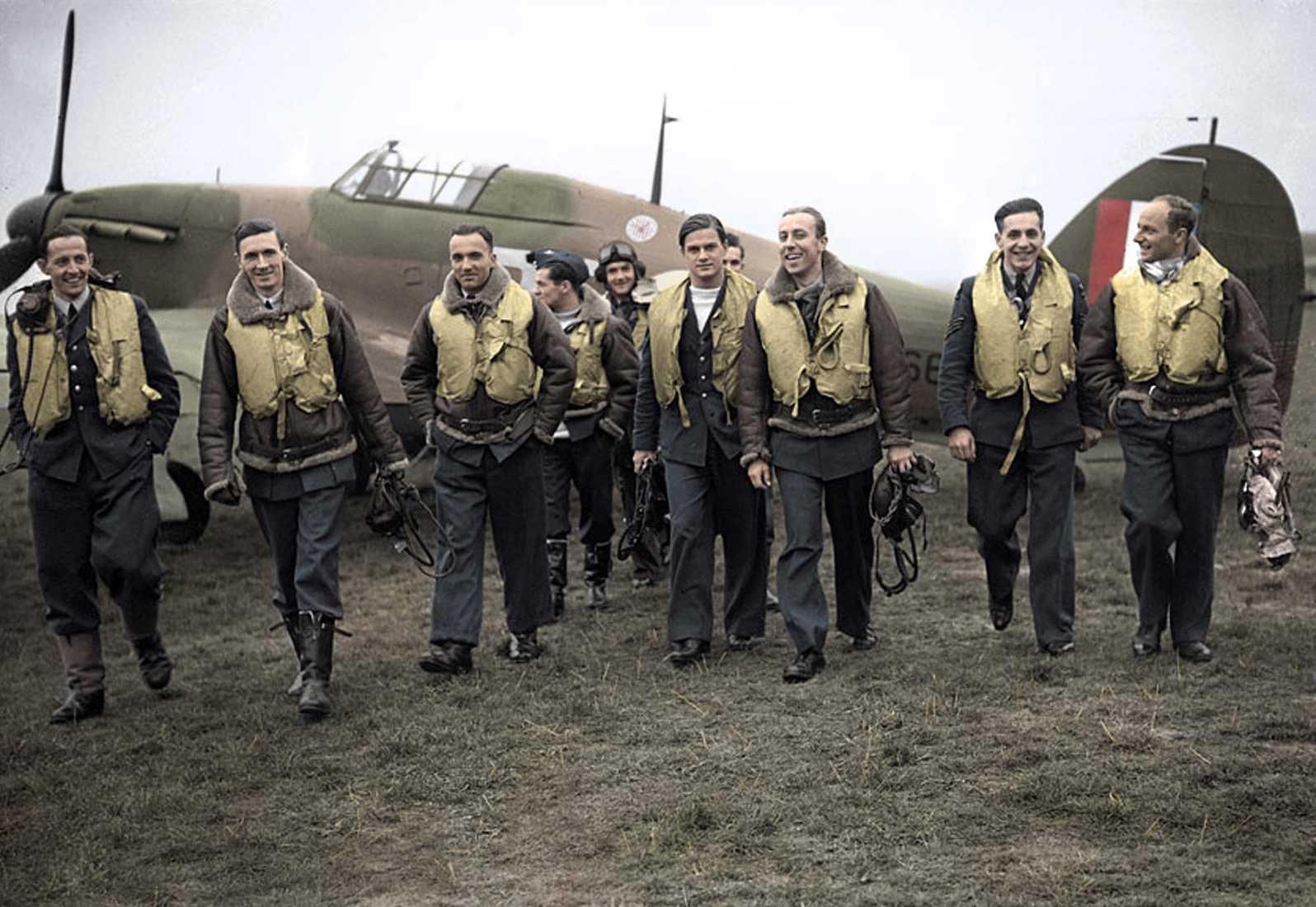
طياري "كوسيوسكو 303"،السرب البولندي،خلال معركة بريطانيا

غزو بولندا في 1 سبتمبر 1939، أشعل فتيل الحرب في أوروبا، حيث أعلنت كلاُ من المملكة المتحدة وفرنسا الحرب على ألمانيا في 3 سبتمبر. بولندا أوفدت ثالث أكبر جيش  بين الحلفاء الأوروبيين، بعد الاتحاد السوفياتي والمملكة المتحدة. لم تستسلم البلاد ابداً بصورة رسمية إلى الرايخ الثالث، ولا للإتحاد السوفييتي أيضا، هذا بشكل أساسي لأن أياً من القوى الاستبدادية لم تطلب الاستسلام الرسمي، لذلك واصلت البلاد الحرب في المنفى. مع ذلك فقد قرر الاتحاد السوفييتي بشكل منفرد رحلة طيران الرئيس البولندي "Ignacy Mościcki" والمارشال "Edward Rydz-Śmigły" إلى رومانيا يوم 17 سبتمبر كدليل على الفتح ما سبب في زوال الدولة البولندية، لذلك ووفقاً لموقع الاتحاد السوفييتي «الحامي» فقد أعلن هن غزوه لبولندا من الشرق ابتداءاَ من اليوم نفسه. وتجدر الإشارة إلى أن الجيش الأحمر قد غزا الجمهورية البولندية الثانية قبل عدة ساعات من رحيل الرئيس البولندي إلى رومانيا. حيث قام الاتحاد السوفيتي بالغزو يوم 17 سبتمبر في 03:00 صباحاً  في حين عبر الرئيس البولندي الحدود البولندية-الرومانية في الساعة 21:45 من نفس اليوم، مع ذلك فقد واصل الجيش البولندي القتال حتى آخر معركة له معركة كوك التي استغرقت 2-5 أيام، حيث انتهت في الواحدة صباحاً 6 أكتوبر 1939، واستسلمت القوات بسبب نفاذ الذخيرة.

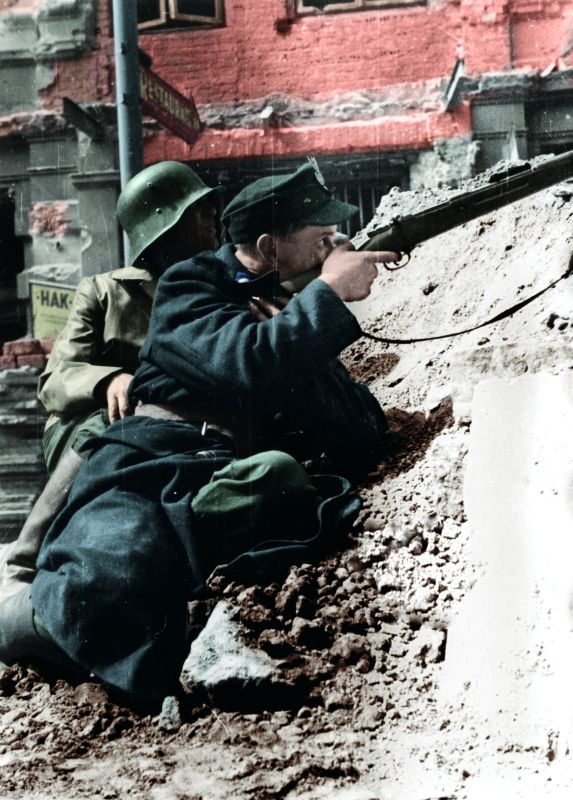
مقاتلي المقاومة البولندية،الجيش الرئيسي من الكتيبة "Kiliński" خلال انتفاضة وارسو.

حارب الجنود البولنديين تحت رايتهم الخاصة ولكن تحت قيادة الجيش البريطاني. وكانوا من المساهمين الرئيسسين في مسارح الحرب مع الإتحاد السوفيتي في شرق وغرب ألمانيا. لعبت القوات البولندية التي أُنشأت بعد سقوط بولندا أدواراً ثانوية في معركة فرنسا وإدواراً مهمة في حملات إيطاليا وأفريقيا. شارك الجيش الشعبي البولندي في معركة برلين، واحتلوا المدينة جنبا إلى جنب مع الجيش الأحمر السوفياتي.
قدم جيش الوطن، أكبر قوى أوروبا السرية، ومنظمات مقاومة أخرى في بولندا المحتلة، عمليات ناجحة في وقت لاحق في الحرب مما أدى إلى كشف جرائم النازية في الحرب (أي معسكر إبادة). قاتلت الوحدات البولندية البارزة في كل حملة في شمال أفريقيا وأوروبا (خارج منطقة البلقان). اعترف الاتحاد السوفياتي في البداية بالحكومة التي كان مقرها لندن. لكنهم قطعوا العلاقات الدبلوماسية بعد أن تم الكشف عن مجزرة كاتينوالتي هي «عملية إعدام جماعي لآلاف البولنديين». في عام 1943، نظم الاتحاد السوفييتي الجيش الشعبي البولندي تحت إمرة الجنرال زيغمونت برلينغ، وشيدت الجمهورية الشعبية البولندية.

### جنوب أفريقيا
كانت جنوب أفريقيا دولة ذات سيادة «دومينيون» في ظل النظام الملكي الجنوب أفريقي، وفقا لسياسة وستمنستر عام 1931. تولت جنوب افريقيا السلطة على ولاية جنوب غرب أفريقيا.

### يوغسلافيا

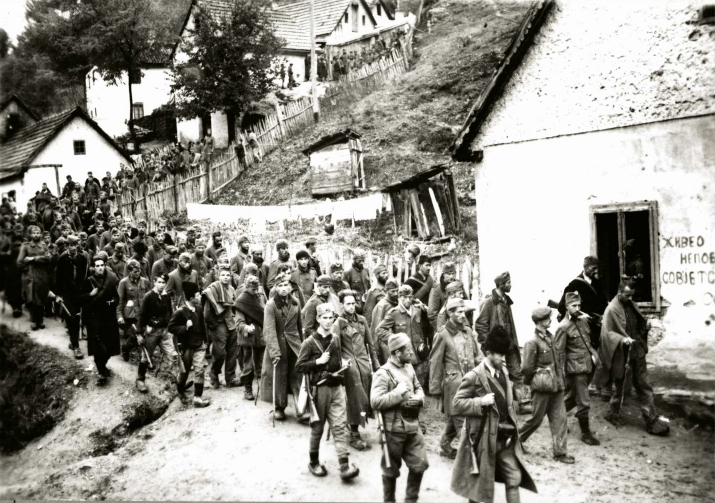
خريف 1941،أثناء أسر الألمان في أوزيسي،سيبيريا

دخلت يوغوسلافيا الحرب إلى جانب الحلفاء بعد غزو قوات المحور في 6 أبريل 1941. هزم الجيش اليوغوسلافي الملكي تماما في أقل من أسبوعين، وأُحتلت البلاد. الزعيم الفاشي الكرواتي المدعوم إيطالياَ أنتي بافليتش أعلن عن قيام دولة كرواتيا المستقلة قبل انتهاء الحرب. وكان الملك بيتر الثاني وجزء كبير من الحكومة اليوغسلافية قد غادروا البلاد. في المملكة المتحدة، انضمت كرواتيا إلى حكومات أخرى في المنفى. وبدءاَ من الانتفاضة في الهرسك في يونيو 1941، فقد استمرت المقاومة ضد دول المحور في يوغوسلافيا حتى نهاية الحرب.

#### فصائل المقاومة

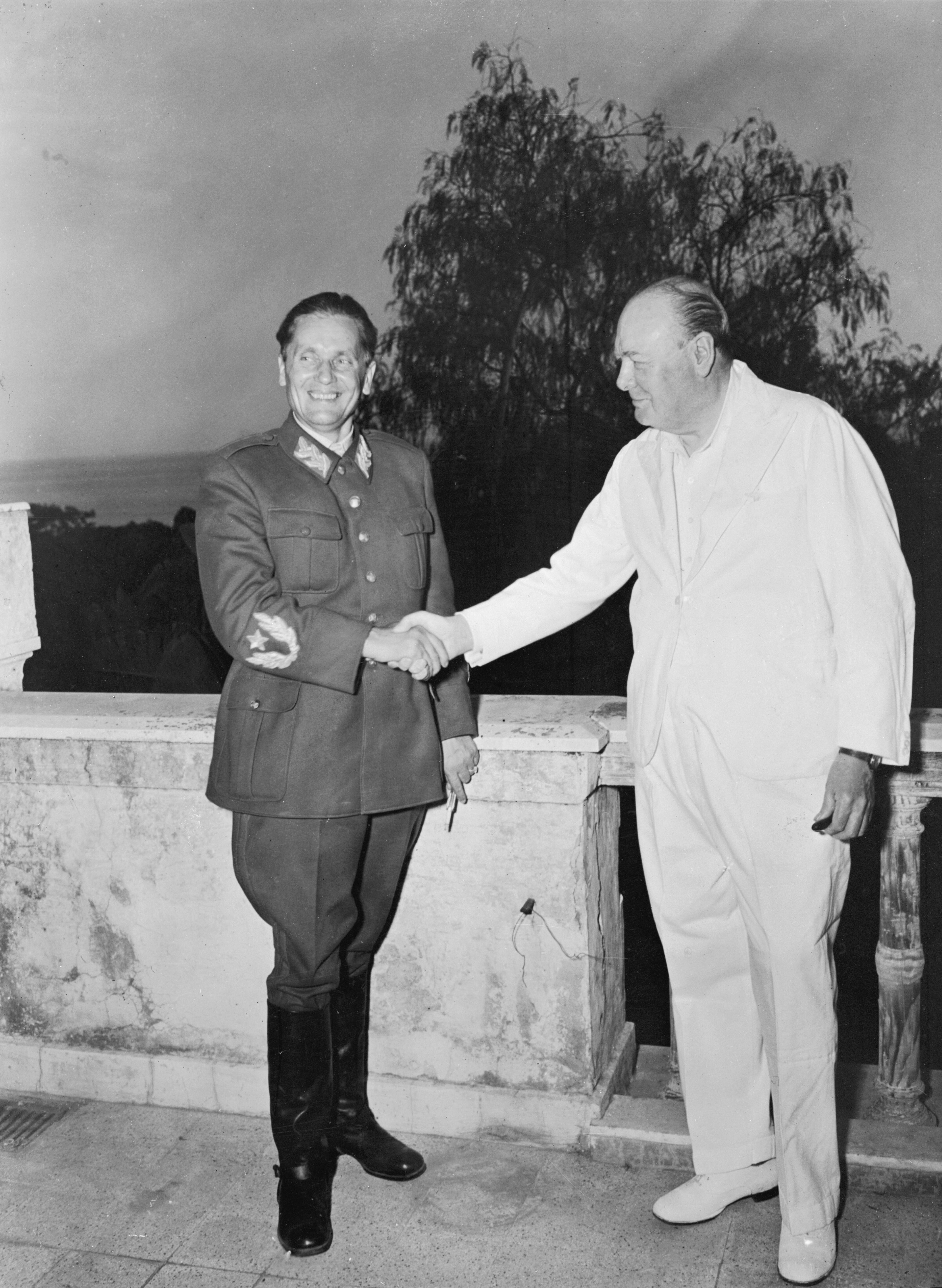
جوزيف بروز تيتو مع ونستون تشرشل في 1944

قبل نهاية عام 1941، انقسم مقاومو المحور بين حركتين ال"Chetniks" الملكية و‌البارتيزان اليوغوسلافي الشيوعي أنصار جوزيف بروز تيتو الذين قاتلوا ضد بعضهم البعض خلال الحرب كا قاتلوا ضد قوات الاحتلال. أبدى بارتيزان يوغوسلافيا مقاومة كبيرة ضد الاحتلال، وتحرير مختلف الأراضي خلال الحرب. في أغسطس 1943، كان هناك أكثر من 30 تقسيما للمحور على أراضي يوغوسلافيا، بدون عدّ دولة كرواتيا المستقلة إضافة إلى غيرها من المكونات الخائنة. أخيرا في عام 1944، أقنعت قوات الحلفاء أنصار تيتو والحكومة اليوغوسلافية الملكية بقيادة رئيس الوزراء ايفان سوباسيتش بالتوقيع على معاهدة فيس التي خلقت جمهورية يوغوسلافيا الديمقراطية.

## الدول التابعة

### بريطانيا

#### مصر
كانت مملكة مصر اسمياً دولة مستقلة منذ عام 1922 لكنها بقيت تحت دائرة النفوذ البريطاني مع تمركز أسطول البحر الأبيض المتوسط البريطاني في الإسكندرية وتمركز قوات الجيش البريطاني في منطقة قناة السويس. واجهت مصر الحملات التي قادتها القوات الإيطالية والألمانية خلال الحرب. عام 1942 حاصرت قوات الجيش البريطاني قصر عابدين في حادثة قصر عابدين وهو مقر إقامة الملك فاروق، مطالبين بتشكيل حكومة جديدة، وكادت أن تؤدي إلى تنازل الملك فاروق القسري لكنه رضخ للمطالب.

#### الهند
عند اندلاع الحرب العالمية الثانية، بلغ الجيش الهندي البريطاني 205,000 رجلاً. وفي وقت لاحق خلال الحرب العالمية الثانية، أصبح الجيش الهندي أكبر قوة حربية من المتطوعين في التاريخ، وصلت إلى أكثر من 2.5 مليون رجل.شملت هذه القوى دبابات ومدافع وقوات جوية. حصل الجنود الهنديين على 30 صليباً فيكتورياً خلال الحرب العالمية الثانية. سقط من الهند حوالي 1,500,000 من الضحايا المدنيين معظمهم خلال مجاعة البنغال في عام 1943 التي حدثت بسبب سقوط بورما في أيدي اليابانيين  ونقل المواد الغذائية إلى القوات الحربية، وصلت الخسائر العسكرية الهندية حوالي 87,000، وبلغت خسائر المملكة المتحدة حوالي 382,000.

#### العراق
اندلعت الحرب بين بريطانيا وحكومة الثوار في المملكة العراقية التي يقودها رشيد عالي الكيلاني خلال الحرب العالمية الثانية. بدأت الحرب في 2 مايو وانتهت 31 مايو 1941. أدت الحرب إلى احتلال القوات البريطانية للعراق وعودة وصي العرش عبد الإله بن علي.

#### إيران
هي عملية عسكرية نفذتها قوات الحلفاء خلال الحرب العالمية الثانية من أجل غزو الأراضي الإيرانية. شاركت القوات السوفيتية والبريطانية إضافة إلى بعض الوحدات العسكرية التابعة لاتحاد دول الكومنولث في الغزو، استمرت العملية العسكرية من الخامس والعشرين من أغسطس وحتى السابع عشر من سبتمبر عام 1941 وأطلق عليها اسم عملية الإحياء، وكان الغرض منها تأمين حقول النفط الإيرانية ومنع القوات الألمانية من السيطرة عليها، كذلك ضمان خط إمداد وتموين آمن ومستمر للقوات السوفيتية المشاركة في المعارك على الجبهة الشرقية ضد قوات المحور. وعلى الرغم من إعلان رضا بهلوي إيران بلدا محايدا في الحرب العالمية الثانية إلا أنه أظهر تعاونا كبيرا مع قوات المحور، وبالأخص الألمانية، الأمر الذي دفع القوات البريطانية والسوفييتية لخلعه عن العرش وتنصيب ابنه خلفا له بعد احتلال كامل الأراضي الإيرانية.

### السوفييت

#### بلغاريا
بعد فترة من الحياد، انضمت بلغاريا إلى دول المحور من عام 1941 إلى عام 1944. أقنعت الكنيسة الأرثوذكسية وآخرين الملك بوريس بعدم السماح بذهاب اليهود البلغاريين إلى معسكرات الاعتقال. توفي الملك بعد ذلك بوقت قصير، ويشتبه في تعرضه للتسمم بعد زيارة لألمانيا. تخلت بلغاريا عن المحور، وانضمت إلى الحلفاء عند غزو الاتحاد السوفيتي، وبدون إبداء أية مقاومة للقوات الغازية. في معاهدات السلام عام 1947، كسبت بلغاريا منطقة صغيرة بالقرب من البحر الأسود في رومانيا، مما يجعلها الدولة الوحيدة التي كانت متحالفة مع ألمانيا، وإكتسبت بعدها أراضي خلال الحرب العالمية الثانية.

#### منغوليا
قاتلت منغوليا ضد اليابان خلال معركة خالخين غول في عام 1939 و‌والحرب السوفيتية اليابانية في أغسطس 1945 لحماية استقلالها وتحرير جنوب منغوليا من اليابان والصين. وكانت منغوليا قد أصبحت ضمن دائرة النفوذ السوفيتي منذ العشرينيات.

#### بولندا
بحلول عام 1944، دخلت بولندا في دائرة النفوذ السوفياتي بقيادة «فلاديسلاف جمالكا» مُشكلة الحكومة الشيوعية. خاضت القوات البولندية الحرب جنبا إلى جنب مع القوات السوفياتية ضد ألمانيا.

#### رومانيا
كانت رومانيا في البداية عضوا في دول المحور ولكن تحول ولاءها عند مواجهة غزو الاتحاد السوفيتي. في البث الإذاعي إلى الشعب والجيش الروماني ليلة 23 أغسطس 1944 أصدر الملك مايكل أمر وقف إطلاق النار، وأعلن عن ولاء رومانيا للحلفاء، كما أعلن عن قبول الهدنة (على أن يتم التوقيع في 12 أيلول) والتي عُرِضت من قبل بريطانيا العظمى والولايات المتحدة والاتحاد السوفياتي، وأعلن الملك مايكل الحرب على ألمانيا. تسارع الانقلاب مع تقدم الجيش الأحمر في رومانيا، ولكن لم يتم تفادي الاحتلال السوفييتي السريع والذي أدى للقبض على حوالي 130,000 جندي روماني، حيث سيقوا إلى الاتحاد السوفيتي وهلك الكثيرون منهم في معسكرات الاعتقال.
تم توقيع الهدنة بعد ثلاثة أسابيع يوم 12 سبتمبر عام 1944، وفقا لشروط تُملى من قبل الاتحاد السوفياتي. وبموجب شروط الهدنة، أعلنت رومانيا الاستسلام غير المشروط  للاتحاد السوفياتي ووضعت تحت سيطرة قوات الحلفاء مع كون الاتحاد السوفيتي ممثلا لهم، في السيطرة على وسائل الإعلام والاتصال والوظائف وإدارة الشؤون وراء الجبهة.

#### جمهورية توفا
كانت توفا دولة معترف بها جزئيا تأسست عبر محمية توفا السابقة من الإمبراطورية الروسية. وكانت دولة عميلة للاتحاد السوفياتي وتم ضمها إلى الاتحاد السوفياتي في عام 1944.

## دور إيطاليا مع الحلفاء
كانت إيطاليا في البداية عضواً قياديا في دول المحور، ولكن بعد مواجهتها لعدة خسائر بما في ذلك خسارة كل المستعمرات الإيطالية لصالح الحلفاء، أعتُقِل الدوتشي بينيتو موسوليني في يوليو 1943 بأمر من الملك فيكتور عمانويل الثالث ملك إيطاليا بالتعاون مع أعضاء المجلس الأعلى للفاشية الذين رأوا إن موسوليني قد أدى بإيطاليا إلى الخراب من خلال التحالف مع ألمانيا في الحرب. فكك فيكتور الثالث ما تبقى من النظام الفاشي وعين المشير بيترو بادوليو في منصب رئيس وزراء إيطاليا. وأخيراً في يوم 8 سبتمبر 1943، وقعت إيطاليا هدنة مع الحلفاء، وإنتهت الحرب بين إيطاليا والحلفاء ومعها انتهى تحالف إيطاليا مع دول المحور.
مع توقعه لانتقام ألماني سريع، فيكتور عمانوئيل الثالث والحكومة الإيطالية تم نقلهم إلى جنوب إيطاليا تحت سيطرة الحلفاء. نظرت ألمانيا لإجراءات الحكومة الإيطالية باعتبارها خيانة، واحتلت فورا جميع الأراضي الإيطالية الواقعة خارج سيطرة الحلفاء،  ووصل الأمر في بعض الأحيان لذبح أفراد من القوات الإيطالية.
أصبحت إيطاليا مشاركة للحلفاء في الحرب، وأنشأ الجيش الإيطالي المشارك للقتال ضد الاحتلال الألماني في شمال إيطاليا، في حين انقذت قوات المظليين الألمانية موسوليني من الاعتقال. انحدرت إيطاليا إلى حرب أهلية بعد خلع واعتقال موسوليني، حيث اتحد الفاشيين الموالين له مع ألمانيا ضد سياسة وهدنة الحكومة الإيطالية، ولم تنته هذه الحرب إلا بعد وقف القتال.

## قوة مشاركة

### ألبانيا
اعتُرِف بألبانيا على أنها «قوة مشاركة» في مؤتمر باريس 1946  ووقعت رسميا على معاهدة لإنهاء الحرب العالمية الثانية بين «القوات الحليفة والشريكة» وإيطاليا في باريس، في 10 فبراير 1947.

## الأمم المتحدة

### إعلان الأمم المتحدة
تم التحالف رسميا خلال الإعلان في 1 يناير 1942، وكان هناك 26 من الموقعين:
- أستراليا
- بلجيكا
- كندا
- الصين
- كوستاريكا
- كوبا
- تشيكوسلوفاكيا
- جمهورية الدومينيكان
- السلفادور
- اليونان
- غواتيمالا
- هايتي
- هندوراس
- الهند
- لوكسمبورغ
- هولندا
- نيوزيلندا
- نيكاراغوا
- النرويج
- بنما
- بولندا
- روسيا
- جنوب إفريقيا
- المملكة المتحدة
- الولايات المتحدة
- يوغوسلافيا

### نمو التحالف
بدأت الأمم المتحدة بالنمو فور تكونها. في عام 1942، انضمت المكسيك والفلبين وإثيوبيا للإعلان. تم استعادة استقلال الأمة الأفريقية من قبل القوات البريطانية بعد هزيمة إيطاليا في عام 1941، في حين كانت الفلبين لا تزال تعتمد على واشنطن لكنها منحت الاعتراف الدبلوماسي الدولي للانضمام في 10 يونيو رغم احتلالها من قبل اليابان. خلال عام 1943، تم التوقيع على الإعلان من قبل العراق وإيران والبرازيل وبوليفيا وكولومبيا. أقرت المعاهدة الثلاثية للتحالف مع بريطانيا والاتحاد السوفياتي المساعدة الإيرانية لقوات الحلفاء. وفي ريو دي جانيرو، إعتُبِر الديكتاتور البرازيلي جيتوليو فارجاس مناصراً للأفكار الفاشية، ولكن واقعيا انضم إلى الأمم المتحدة بعد نجاحاتهم الواضحة.
في عام 1944، وقعّت ليبيريا وفرنسا. كان الوضع الفرنسي محيراً جدا. تم الاعتراف بالقوات الفرنسية الحرة من قبل بريطانيا فقط، في حين إعتبرت الولايات المتحدة فرنسا الفيشية هي الحكومة الشرعية للبلاد حتى عملية أوفرلورد. حث ونستون تشرشل روزفلت للمضي باستعادة فرنسا لمكانتها كدولة كبرى بعد تحرير باريس في أغسطس 1944. حيث خشي رئيس الوزراء إن بريطانيا ستكون القوة العظمى الوحيدة في أوروبا بعد الحرب التي تواجه الخطر الشيوعي، كما في عام 1940 و 1941 ضد النازية.

### ميثاق الأمم المتحدة
تم الاتفاق على ميثاق الأمم المتحدة أثناء الحرب خلال مؤتمر الأمم المتحدة في المنظمة الدولية، والذي عُقِد بين أبريل ويوليو 1945. وُقِع الميثاق بواسطة 50 دولة في 26 يونيو (بولندا حجزت مكانها وتحولت فيما بعد إلى الدولة الموقعة رقم 51)، وتمت المصادقة عليه رسميا بعد الحرب يوم 24 أكتوبر عام 1945.
في عام 1944 اجتمع ممثلو حكومات (الصين، الاتحاد السوفيتي، المملكة المتحدة والولايات المتحدة الأمريكية) للتفاوض وتشكيل الهيئة الدولية الجديدة أي (الأمم المتحدة)، خلال مؤتمر دومبارتون أوكس. حيث تشكيل المقاعد الدائمة ل«الخمسة الكبار» في مجلس الأمن التابع للأمم المتحدة. اجتمع مجلس الأمن لأول مرة في أعقاب الحرب يوم 17 يناير 1946.
الدول ال51 الموقعين في مؤتمر الأمم المتحدة (الدول الدائمة العضوية مميزة بنجمة):
- جمهورية الأرجنتين
- كومنولث أستراليا
- مملكة بلجيكا
- جمهورية بوليفيا
- جمهورية البرازيل
- جمهورية بيلوروسيا الاشتراكية السوفياتية
- دومينيون كندا
- جمهورية شيلي
- جمهورية الصين*
- جمهورية كولومبيا
- جمهورية كوستاريكا
- جمهورية كوبا
- جمهورية تشيكوسلوفاكيا
- مملكة الدنمارك
- جمهورية الدومنيكان
- جمهورية الإكوادور
- مملكة مصر
- جمهورية السلفادور
- الإمبراطورية الإثيوبية
- الجمهورية الفرنسية *
- مملكة اليونان
- جمهورية غواتيمالا
- جمهورية هايتي
- جمهورية هندوراس
- الإمبراطورية الهندية
- إيران
- مملكة العراق
- الجمهورية اللبنانية
- جمهورية ليبيريا
- دوقية لوكسمبورغ
- الولايات المكسيكية المتحدة
- مملكة هولندا
- دومينيون نيوزيلندا
- جمهورية نيكاراغوا
- مملكة النرويج
- جمهورية بنما
- جمهورية باراغواي
- جمهورية بيرو
- الكومنولث في الفلبين
- جمهورية بولندا
- المملكة العربية السعودية
- اتحاد جنوب أفريقيا
- الجمهورية السورية
- جمهورية تركيا
- جمهورية أوكرانيا الاشتراكية السوفياتية
- اتحاد الجمهوريات الاشتراكية السوفياتية*
- المملكة المتحدة*
- الولايات المتحدة*
- جمهورية أوروغواي الشرقية
- فنزويلا
- جمهورية يوغوسلافيا الاتحادية الديمقراطية